# Landkreis Schweinfurt

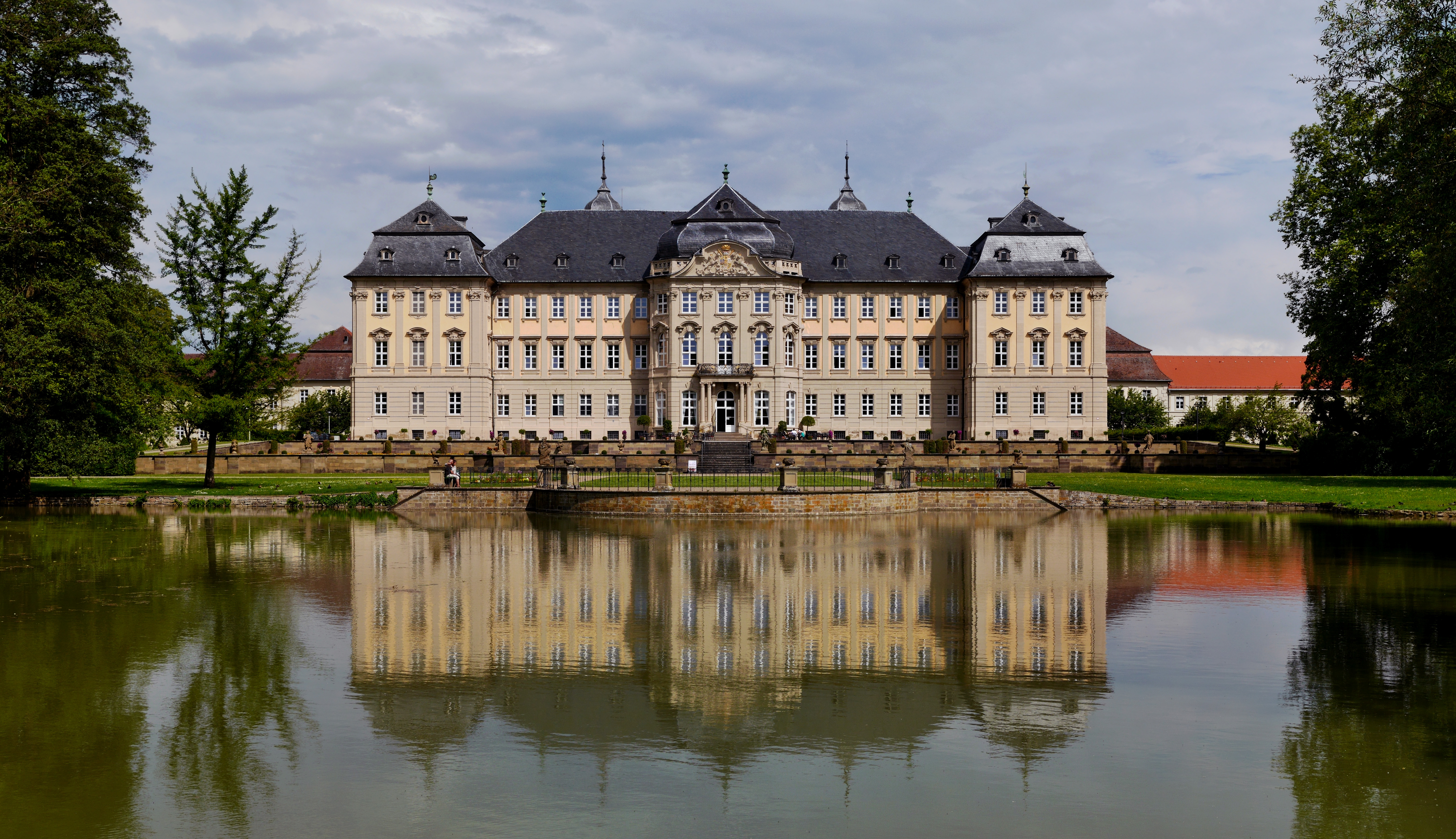
Schloss Werneck von Balthasar Neumann
mit Teich und Englischem Garten

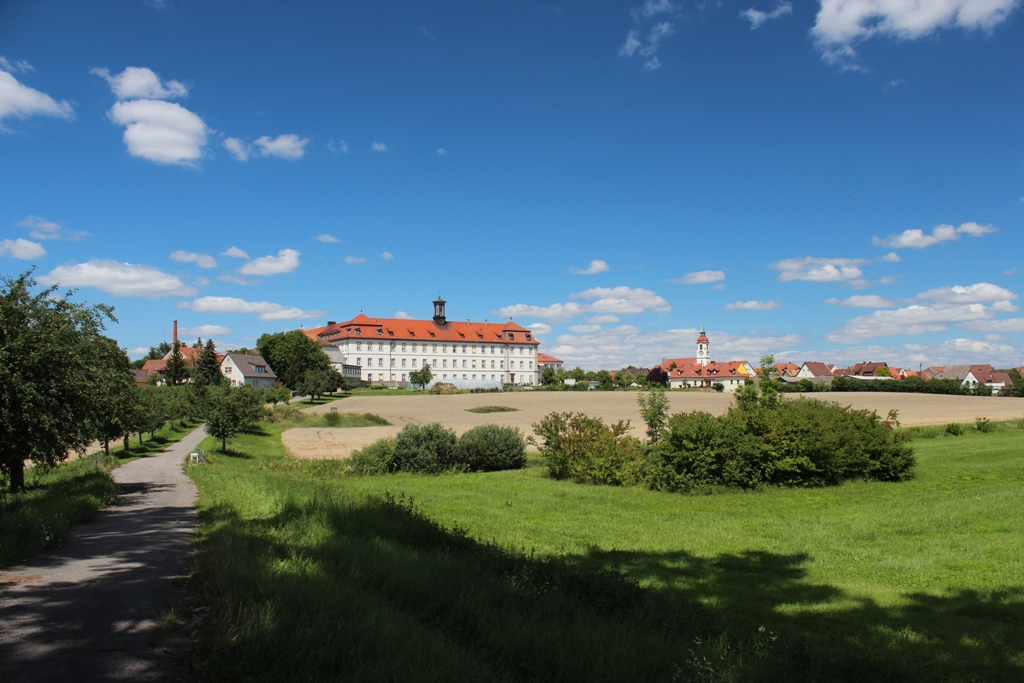
Heidenfeld mit Kloster Maria Hilf

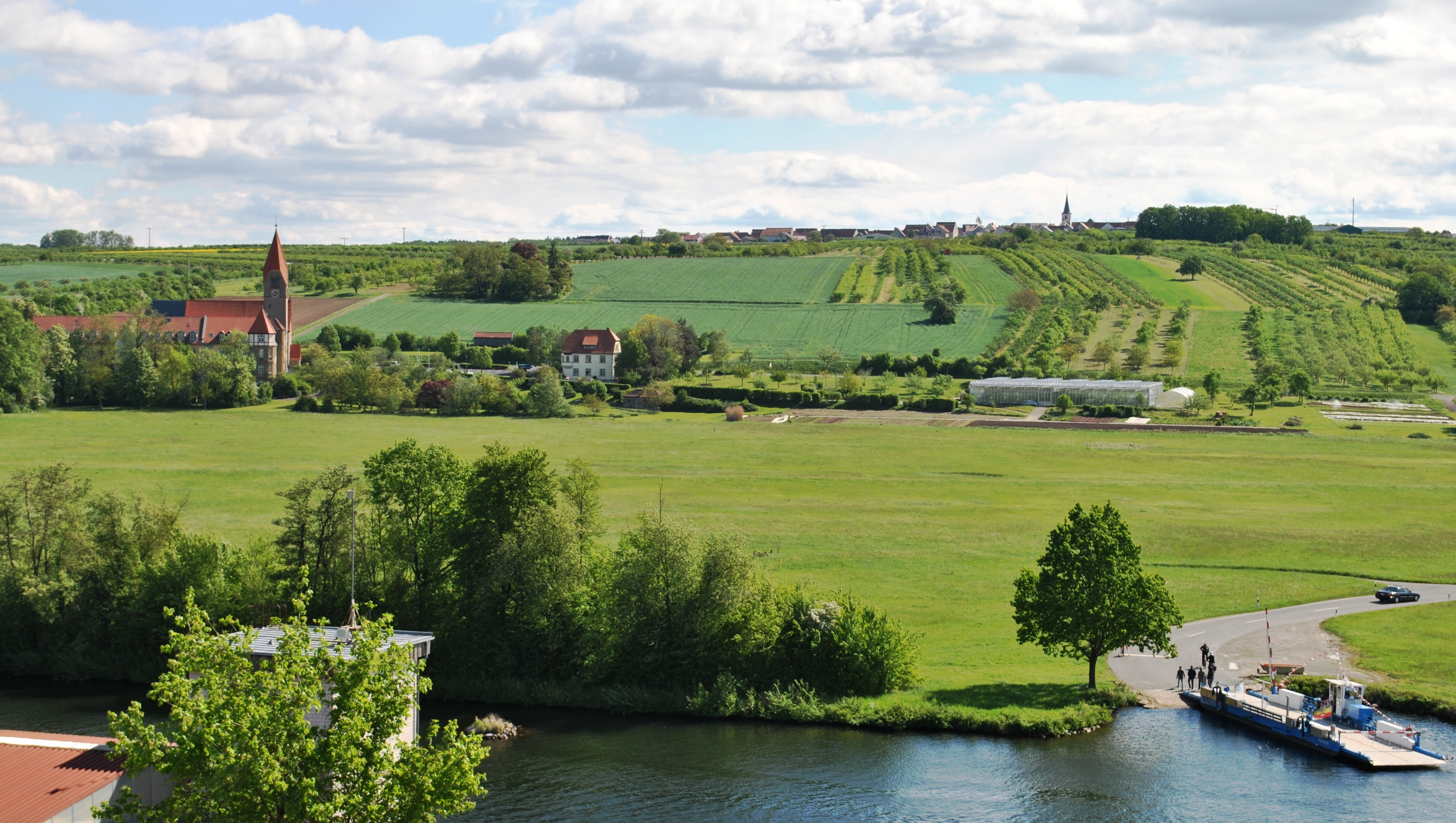
Kloster St. Ludwig mit Main-Fähre bei Wipfeld, dahinter Lindach mit seinen Obstplantagen

Der Landkreis Schweinfurt liegt in der östlichen Hälfte des bayerischen Regierungsbezirks Unterfranken und umgibt vollständig die kreisfreie Stadt Schweinfurt, die Sitz des Landratsamtes ist. Der Landkreis ist Mitglied der Regiopolregion Mainfranken.
Der Landkreis Schweinfurt besitzt ein reiches (prä)historisches Erbe, gilt als „Deutschlands Kräutergärtlein“ (Meßmer), ist drittgrößter Weinlandkreis Frankens und ein Zentrum von fränkischem Brauchtum und fränkischer Tracht (Plantanz). 2016 wurden die Sennfelder und Gochsheimer Friedensfeste von der Deutschen UNESCO-Kommission in das Bundesweite Verzeichnis des immateriellen Kulturerbes aufgenommen.
Der Landkreis ist, mit Ausnahme des Gebietes südlich von Schweinfurt, nahezu frei von Industrie und Großgewerbe. Am 2015 abgeschalteten Kernkraftwerk Grafenrheinfeld liegt ein national bedeutender Stromleitungsknoten. Der Landkreis Schweinfurt hat die höchste Dichte an privaten Autos Bayerns mit 658 Privat-Pkw pro 1000 Einwohnern (2022). Im Innenbereich des Kragenlandkreises liegt der Schweinfurter Speckgürtel. Im Außenbereich dominieren Land- und Forstwirtschaft, mit weithin intakter Landschaft und Ausflugsgebieten.

## Geographie

### Lage
Der Landkreis Schweinfurt liegt in der Mitte Mainfrankens, in „Bayerns Deutscher Mitte“ und im Kernraum jeweils etwa 40 km von (im Uhrzeigersinn) Baden-Württemberg, Hessen und Thüringen entfernt. Das zentrale Fließgewässer ist der Main. Er kommt von Osten, ändert in Schweinfurt seine Laufrichtung nach Süden und bildet von dort an das Maindreieck.
Der höchste Berg des Landkreises ist der Laubhügel in den Haßbergen mit 504 m ü. NHN und der zweithöchste der Zabelstein im Steigerwald mit 489 m ü. NHN; der tiefste Punkt liegt in der Nähe von Stammheim auf ca. 195 m ü. NHN. Die höchstgelegene Ortschaft ist Hoppachshof mit 403 m ü. NHN. Das größte stehende Gewässer Unterfrankens, der Ellertshäuser See, befindet sich im Nordosten des Landkreises.
Der Landkreis wird von Mittelgebirgen mit Naturparks und von Wäldern rautenförmig umgeben, mit der Vorrhön im Nordwesten, den Haßbergen im Nordosten, dem Steigerwald im Südosten und dem Gramschatzer Wald im Südwesten.

### Nachbarkreise
Die Nachbarkreise liegen alle in Bayern und mit Ausnahme des Landkreises Bamberg (Oberfranken) alle in Unterfranken.
| Landkreis Bad Kissingen | Landkreis Rhön-Grabfeld                     |                    |
| Landkreis Main-Spessart | Kompassrose, die auf Nachbargemeinden zeigt | Landkreis Haßberge |
| Landkreis Würzburg      | Landkreis Kitzingen                         | Landkreis Bamberg  |

### Wichtige Orte

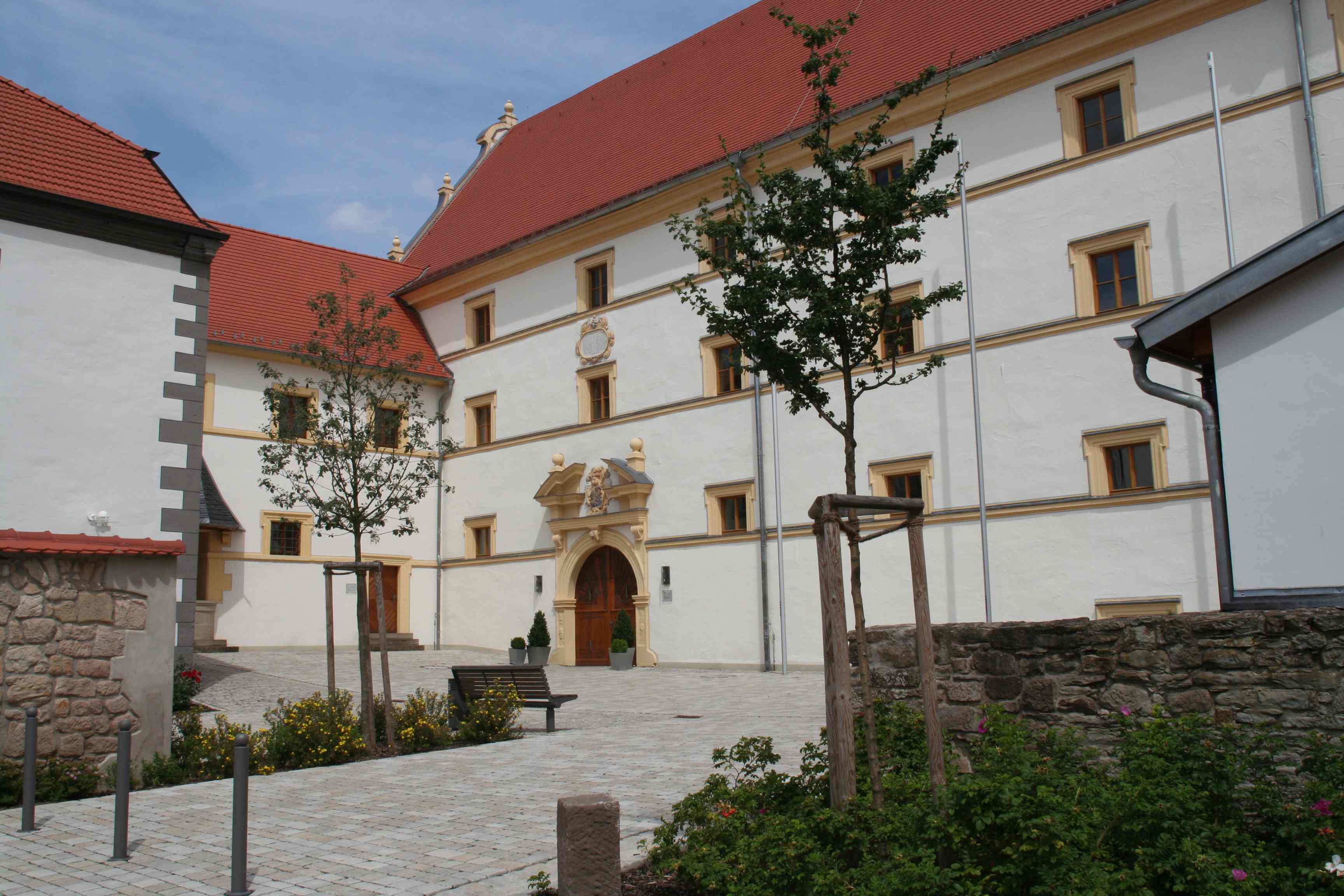
Stadtlauringen: Amtskellerei mit Fürstenbau und Schüttbau

Die einzige ehemalige Kreisstadt und zugleich einzige Stadt des Landkreises Schweinfurt ist Gerolzhofen mit 6.860 Einwohnern. Die größte Kommune des Landkreises ist der Markt Werneck mit 10.146 Einwohnern (Stand jeweils 31. Dezember 2022). Der Markt Stadtlauringen mit kleinstädtischem Gepräge um den historischen Marktplatz ist zentraler Ort für den nördlichen Landkreis.
Obwohl die meisten Vorortgemeinden um die kreisfreie Stadt Schweinfurt mehr oder nur etwas weniger Einwohner als Gerolzhofen haben, besitzen sie weder zentrale Funktionen noch urbanen Charakter.

### Geologie
Triassische Sedimentgesteine und quartäre Lockersedimente bilden den geologischen Untergrund des Landkreises Schweinfurt. Über den Kalksteinen, Dolomiten und Mergeln des Muschelkalks liegen die Gesteine des Unterkeupers und des Gipskeupers, die überwiegend tonig-mergelig mit wenigen Kalk- und Sandsteinlagen sind. Die Schichtstufe von Steigerwald und den Haßbergen wird aus Sandsteinkeuper gebildet. Im Bereich der großen Flusstäler, insbesondere des Mains, befinden sich Schotter und Sande, die bei der Laufveränderungen während der Einschneidung im Quartär abgelagert wurden. Südöstlich des Mainbogens liegen Flugsande. In den flacheren Lagen westlich und nördlich des Mains liegt Löss.

### Hydrologie
Der Landkreis liegt an der Peripherie der bayerischen Schwerpunktregion Würzburg–Ansbach mit nitratbelastetem Grundwasser infolge intensiver Landwirtschaft.

### Klima
Typisches Kennzeichen ist der relativ geringe Niederschlag mit knapp über 600 mm pro Jahr durch die Lage des Landkreises östlich des Landrückens Rhön–Spessart, auf der Leeseite.
Das Klima ist zweigeteilt. Die Schweinfurter Rhön ist vergleichsweise sommerkühl und winterkalt. Bis in die Nachkriegsjahrzehnte fiel mitunter viel Schnee. Auch in den übrigen Bereichen des Landkreises können die Winter  sehr kalt und trocken ausfallen. Aber durch die für bayerische Verhältnisse niedrige Seehöhe sind die Übergangszeiten mild und die Sommer warm bis heiß. Während in den höher gelegenen Regionen Süddeutschlands der Frühling spät einzieht und infolge der Klimaerwärmung heute relativ schnell in den Sommer übergeht, zieht das Frühjahr im Schweinfurter Becken bald ein und ist sehr ausgeprägt. Das führt zur frühen Obstblüte, vielfältiger Flora und guten klimatischen Bedingungen für Spargelanbau und Weinbau (siehe: Weinbau).
Im Kontinentalitätsgrad liegt das örtliche Klima im Übergangsbereich zwischen Seeklima und Kontinentalklima. Dieses bereits gemäßigte Kontinentalklima, im Dreiklang mit geringem Niederschlag, kalten Wintern und warmen Sommern, kommt sonst in Westdeutschland nirgends vor, ist aber in Ostdeutschland weit verbreitet. Der Spessart bildet die Klimascheide zum maritimen Klima.

### Naturräumliche Gliederung
Der Landkreis Schweinfurt gehört zu acht Naturräumlichen Haupteinheiten:

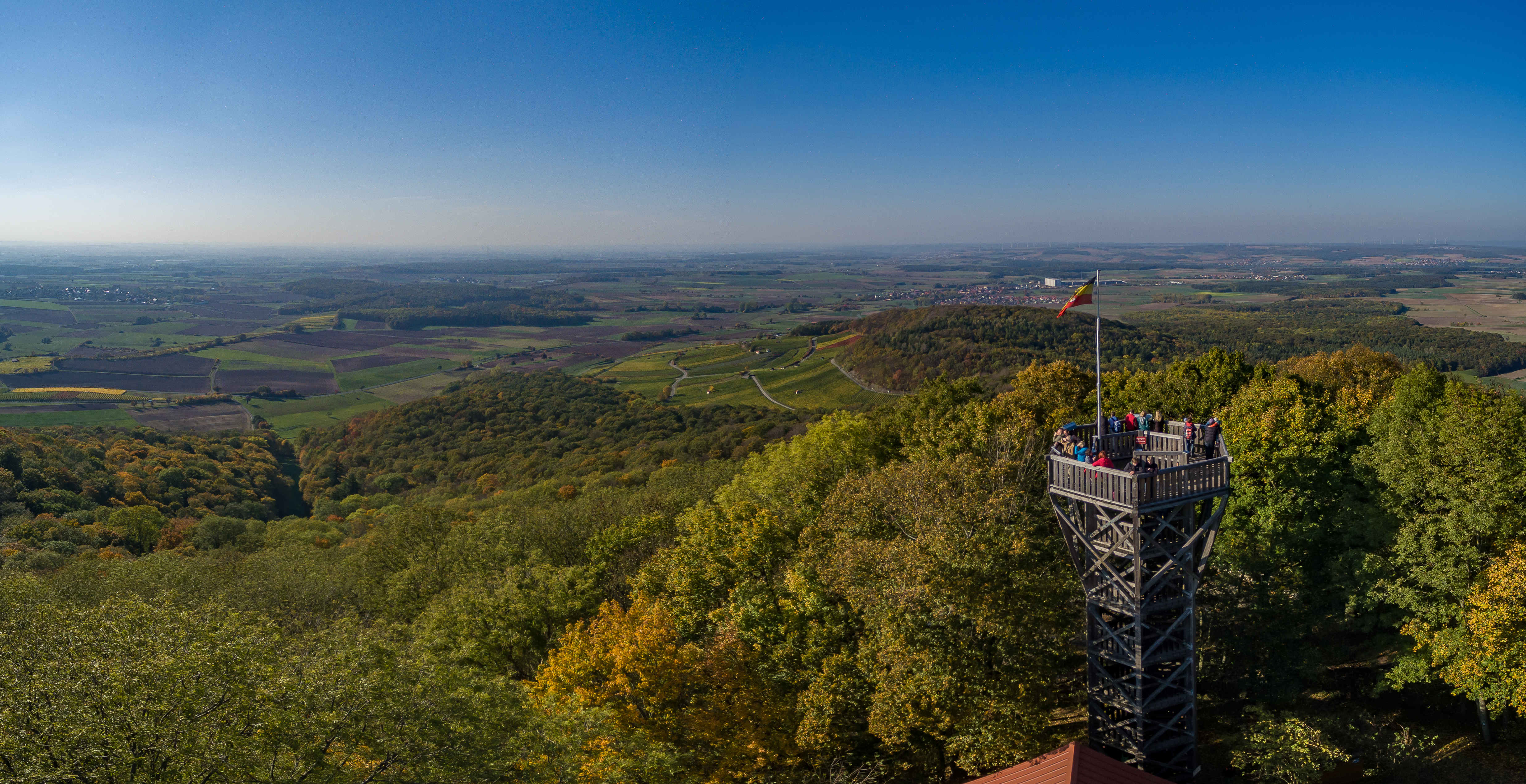
Blick vom Steigerwald (Zabelstein) über das Steigerwaldvorland und das Schweinfurter Becken zum Hesselbacher Waldland (am Horizont rechts)

- der mittlere Teil des Landkreises liegt im zum Teil brettflachen Schweinfurter Becken (Haupteinheit 136),
- nordöstlich des Schweinfurter Beckens liegen nahezu übergangslos die welligen Wern-Lauer-Platten (135),
- im Nordosten liegt das Hesselbacher Waldland (139) (auch: Schweinfurter Rhön),
- im äußeren Nordosten liegen flachwellige südlichen Ausläufer des Grabfelds (1381),
- im äußersten Nordosten hat der Landkreis einen kleinen Anteil an den Haßbergen (116),
- der Südosten des Schweinfurter Beckens grenzt mit fließenden Übergang an das flachwellige Steigerwaldvorland (137),
- südöstlich des Steigerwaldvorlandes hat der Landkreis Anteil am Steigerwald (115),
- der Taleinschnitt des Mains ab Wipfeld nach Süden gehört bereits zum Naturraum Mittleres Maintal (133),[8]

Mittleres Maintal (133), Wern-Lauer-Platten (135), Schweinfurter Becken (136), Steigerwaldvorland (137), Grabfeldgau (138) und Hesselbacher Waldland (139) gehören zu den Mainfränkischen Platten (Haupteinheitengruppe 13). Alle acht Haupteinheiten gehören zum Schichtstufenland beiderseits des Oberrheingrabens (Großregion 1. Ordnung 07-23), das sich vom Pariser Becken bis nach Franken hinzieht.

### Landschaften
Der Landkreis Schweinfurt im Kern Mainfrankens bildet einen Mikrokosmos, mit landschaftlicher Vielfalt auf kleinem Raum und zwei unterschiedlichen Klimazonen, trotz nur mäßiger Höhenunterschiede von maximal 300 Metern. Der Landkreis wird durch vier Landschaften klar strukturiert.

#### Schweinfurter Rhön

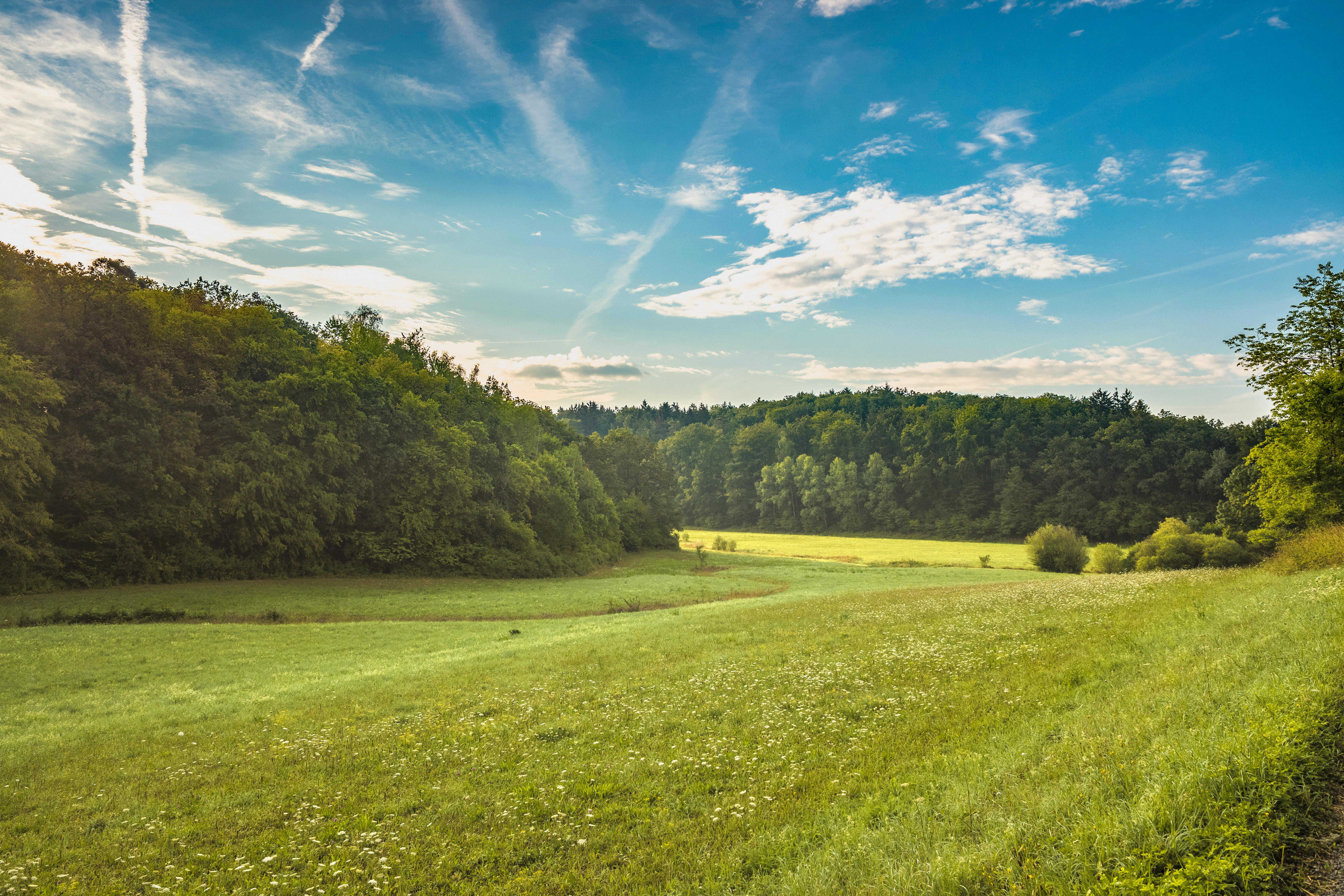
Schweinfurter Rhön. Jeusinggrund bei Zell

Die Landschaft Schweinfurter Rhön ist identisch mit dem Naturraum Hesselbacher Waldland (bis 421 m ü. NHN). Die grüne Lunge des Landkreises ist das wichtigste Naherholungsgebiet Schweinfurts (siehe: Wandern, Segeln und Golf). In den Nachkriegsjahrzehnten wurde hier auch im kleineren Maße Wintersport betrieben.

#### Schweinfurter Becken
Das Schweinfurter Becken ist das sommerheiße und wintermilde Tiefland im Südosten des Landkreises, das bis unter 200 m ü. NHN reicht. Es wird von Sonderkulturen geprägt und ist Deutschlands Kräutergärtlein (siehe: Landwirtschaft). In den Sulzheimer Gipshügeln wachsen Steppenpflanzen, die erst wieder in der Ungarischen Tiefebene vorkommen.

#### Steigerwaldvorland
Der Landkreis Schweinfurt hat im äußeren Südosten, zwischen Schweinfurter Becken und Steigerwald, Anteil am nördlichen Bereich des Steigerwaldvorlandes, mit dem Hauptort Gerolzhofen. Die nach dem Maintal zweitgrößte Weinregion des Landkreises, entlang des Steigerwaldtraufes, blieb weitgehend ursprünglich und ist eine der sommerheißesten und trockensten Gegenden Deutschlands (siehe: Weinbau).

#### Schweinfurter Gauland

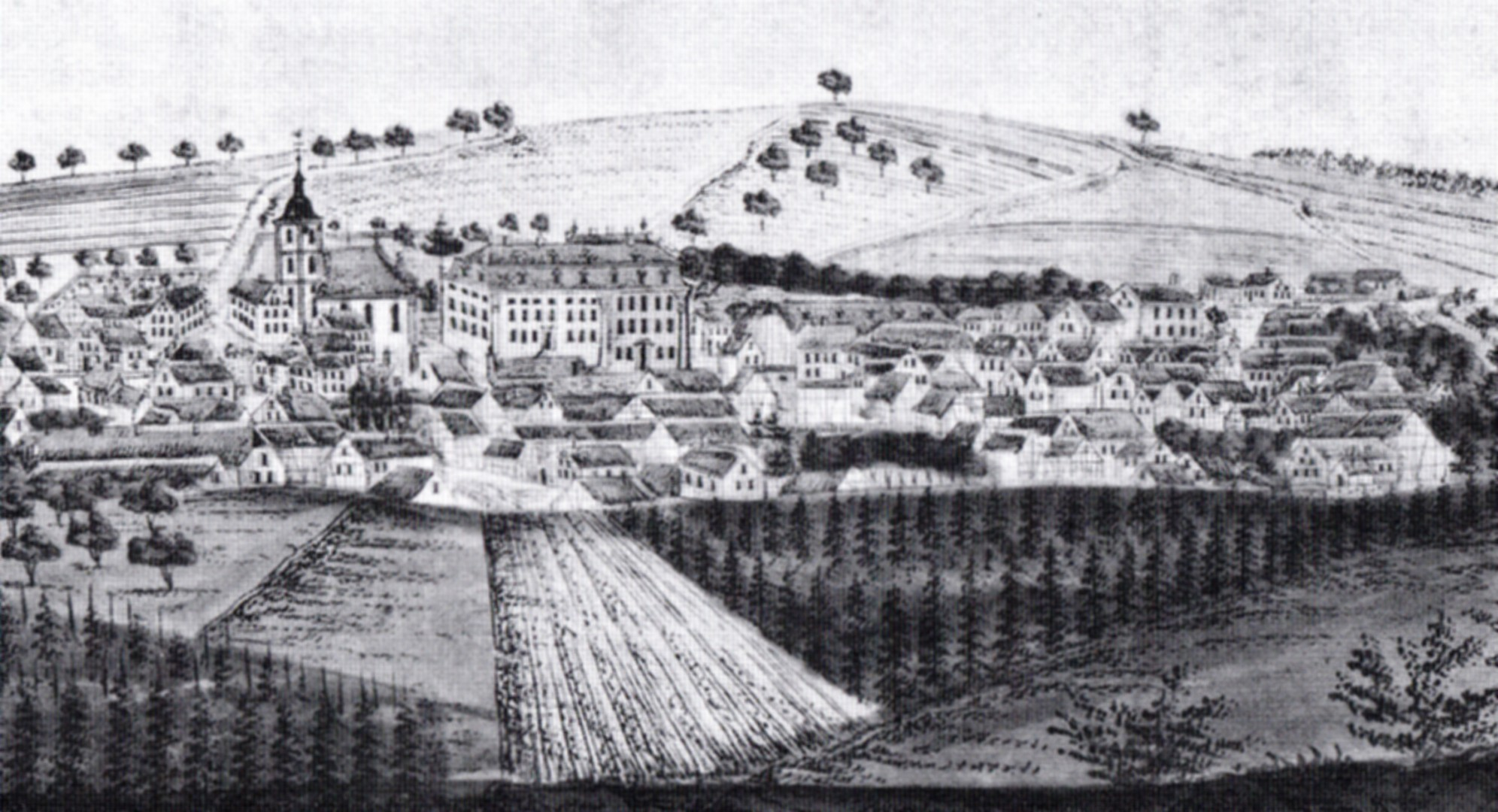
Blick in die Kornkammer des Landkreises bei Obbach 1863

Das Schweinfurter Gauland gehört zum Naturraum Wern-Lauer-Platten. Es liegt westlich des Mains sowie um und westlich des oberen Werntals, ist ein hügeliges Ackerland und die Kornkammer des Landkreises (siehe: Landwirtschaft). Weshalb in historischer Zeit die dortigen Dörfer die reichsten Mainfrankens waren.

## Geschichte

### Vorgeschichte
Der Schweinfurter Raum mit seinen fruchtbaren Böden ist reich an vor- und frühgeschichtlichen Zeugnissen. Schwanfeld gilt als ältestes Dorf Deutschlands, auch wenn eine durchgehende Besiedlung von den ersten Funden 5500 vor Christus aus der bandkeramischen Zeit bis heute nicht nachgewiesen ist. In Dittelbrunn ist ein Fund aus der Mittelsteinzeit (um 10000 v. Chr.) belegt und in Hambach sind Funde aus der Jungsteinzeit (etwa 4000 vor Chr.), der Urnenfelderkultur (etwa 1200 v. Chr.), der Hallstattzeit (etwa 700 bis 400 v. Chr.) und der La-Tène-Zeit (etwa 450 v. Chr.) nachgewiesen (siehe Dittelbrunn, Vorgeschichte).

### Frühes Mittelalter

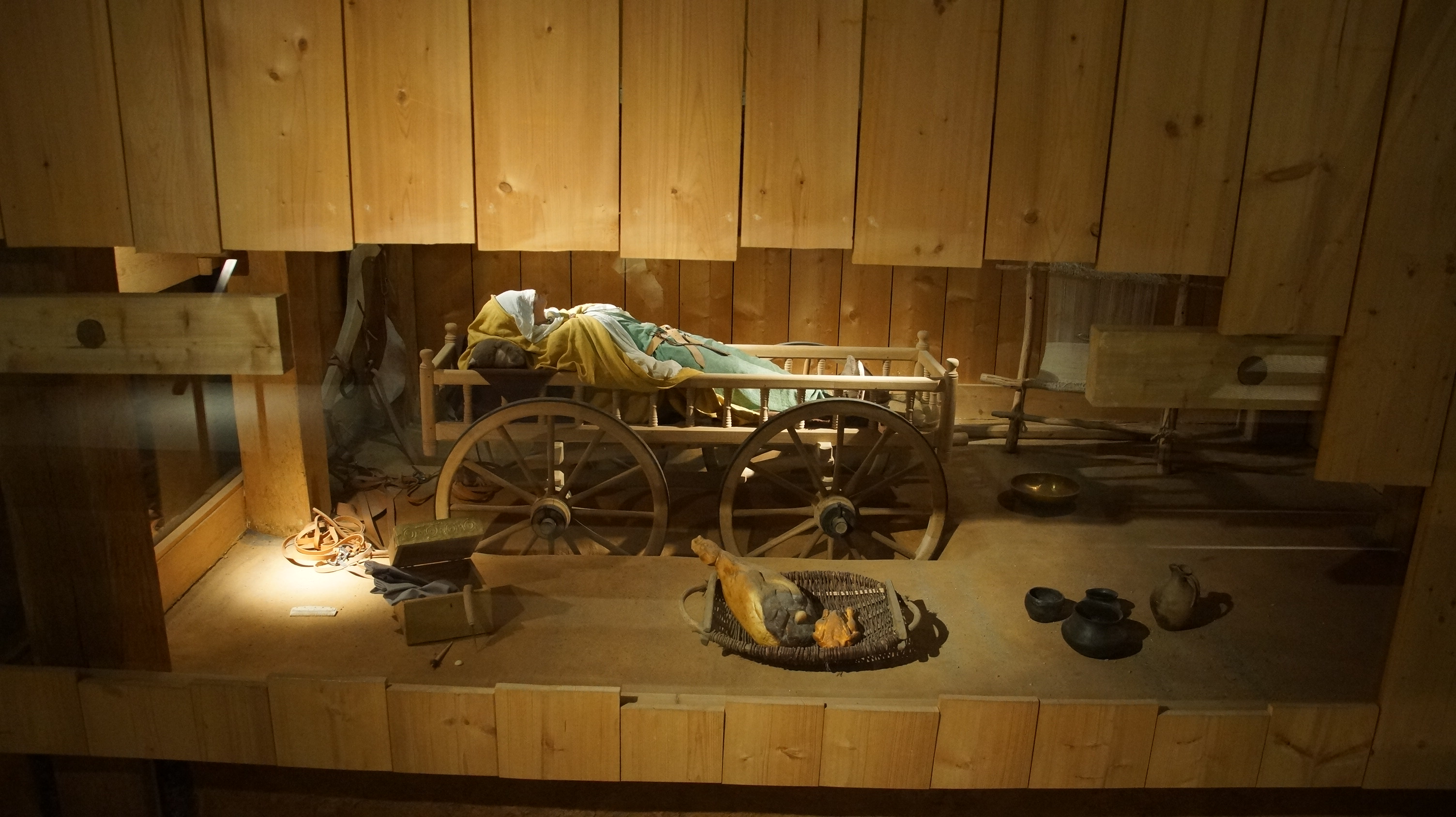
Grabhaus von Zeuzleben
(heute in Bad Windsheim)

Ausgrabungen aus der Merowingerzeit wurden auf dem Gräberfeld von Zeuzleben und aus ottonischen Zeit in Geldersheim an der Kirchenburg durchgeführt. Mehrere Dörfer wurden bereits im 8. Jahrhundert erstmals urkundlich erwähnt:
- 704 Würzburg (zum Vergleich)
- 741 Roumfeld (Siedlungen Bergrheinfeld, Grafenrheinfeld, Röthlein und Oberndorf)
- 747 Spiezesheim (Doppelsiedlung Unterspiesheim und Oberspiesheim)
- 763 Geldersheim
- 763 Pfersdorf
- 772 Schwanfeld
- 777 Euerbach
- 788 Abersfeld
- 791 Jeusungen (heute Wüstung)
- 791 Kolitzheim
- 791 Maibach
- 791 Schweinfurt (zum Vergleich)
- 794 Stadtlauringen
- 796 Gochsheim

Im frühen Mittelalter erstreckte sich der ostfränkische Gau Grabfeld, dessen Gaugrafen seit 819 urkundlich belegt sind, von der Rhön bis herunter in den Raum von Schweinfurt und Geldersheim.

### Spätes Mittelalter

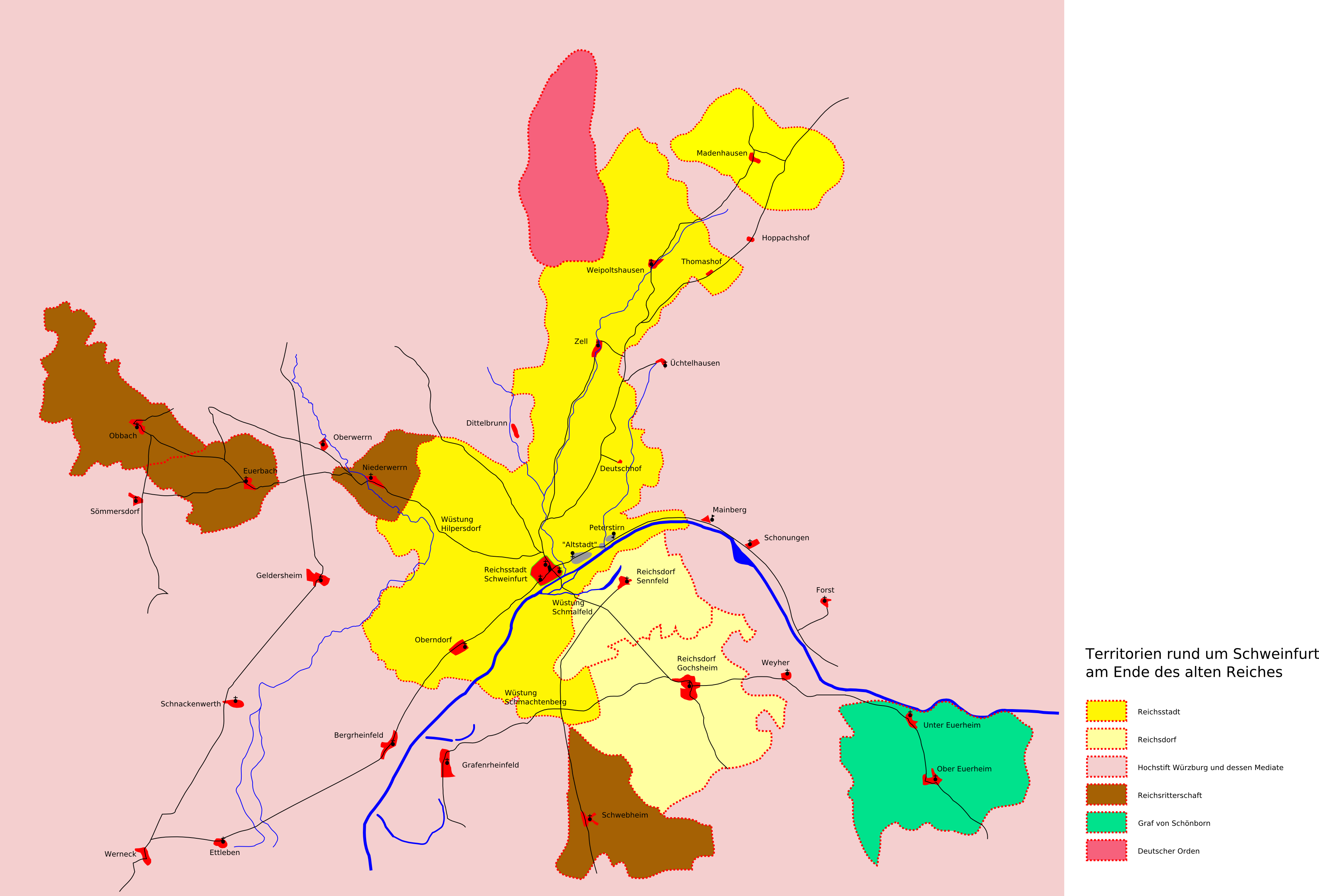
Reichsstadt Schweinfurt mit umliegenden Territorien bis 1802, mit Westtangente der Chaussee Würzburg-Meiningen (1796)

1437 kaufte der Rat der Reichsstadt Schweinfurt vom Deutschen Orden die Ortschaften im heutigen Landkreis, Zell, Weipoltshausen, den Weiler Ottenhausen und den Hof Thomashof. 1620 kam noch das Dorf Madenhausen zur Reichsstadt (alles in dunkelgelber Fläche auf nebenstehender Karte). Die Einwohner dieser Orte waren Untertanen der Reichsstadt, besaßen jedoch in der Regel kein Bürgerrecht. Zudem lagen im heutigen Landkreis um die Reichsstadt Schweinfurt die Reichsdörfer Sennfeld und Gochsheim (hellgelb) und die Reichsritterschaften Schwebheim, Niederwerrn, Euerbach und Obbach (braun). All die genannten Territorien schlossen sich der Reformation an und wurden protestantisch.

### Chaussee Würzburg–Meiningen
Durch den heutigen Landkreis führte eine bedeutende überregionale Nord-Süd-Verbindung durch die Furt bei Schweinfurt und den Main. Diese Altstraße ist bereits in der Rompilgerweg-Beschreibung der Annales Stadenses aus dem 13. Jahrhundert enthalten. Die Straße war auch eine wichtige Hauptachse für das Hochstift Würzburg, die jedoch im mittleren Bereich um Schweinfurt durch protestantische Territorien führte. Deshalb entstand ab etwa 1780 bis 1796 westlich dieser alten Straße eine Chaussee von Würzburg nach Meiningen ausschließlich durch das Hochstift. Sie führt zwischen Eßleben und Pfersdorf auf 27 km durch den heutigen westlichen Landkreis Schweinfurt. Die Straße wurde ingenieurmäßig ähnlich einer modernen Schnellstraße auf einer völlig neuen Linienführung geplant, unter Umgehung zahlreicher Dörfer, mit langen, schnurgeraden Abschnitten und wenigen kurzen, dazwischenliegenden Kurven, nach demselben Prinzip der Linienführung wie die späteren Reichsautobahnen. Zudem wurden die langen Geraden so ausgerichtet, dass sie öfters exakt auf Kirchtürme von Ortschaften und die Türme des Schlosses Werneck führten (siehe nebenstehende Karte zur Reichsstadt Schweinfurt).
Die Sommerresidenz der Fürstbischöfe Schloss Werneck wurde kurz zuvor, 1733 bis 1745, unweit von Schweinfurt an dieser Verbindung errichtet. Der Standort an der Stelle einer niedergebrannten Burg wurde aus strategischen Gründen gewählt. Diese waldlose Gegend, in der intensiver Ackerbau betrieben wird, eignete sich eigentlich nicht als Ort für eine Sommerresidenz oder ein Jagdschloss.
Die Straße wurde später ein Abschnitt der Reichsstraße 19 von Eisenach zum Kleinen Walsertal und ging danach in der verkürzten Bundesstraße 19 auf. Mit dem Bau der A 71 von Schweinfurt nach Erfurt wurde die Bundesstraße im Raum Schweinfurt bedeutungslos und teilweise zur Kreisstraße zurückgestuft. Der kulturelle Wert der Chaussee Würzburg–Meiningen wurde bis heute (2016) allgemein nicht wahrgenommen, bei den modernen Ausbauten der Straße fand er kaum Beachtung und sie gilt bislang nicht als Kulturerbe.

### Ab 1800

#### Landgerichte
Der Großteil des Kreisgebietes gehörte vor 1800 zu den Ämtern Werneck und Mainberg des Hochstifts Würzburg. Nach dem erstmaligen Übergang an Bayern wurden 1804 die Landgerichte Schweinfurt, Werneck und Gerolzhofen gebildet. Diese Landgerichte gehörten ab 1806 zum Großherzogtum Würzburg und gingen mit diesem 1814 endgültig an Bayern über. Seitdem gehörten die drei Landgerichte zum Mainkreis, ab 1817 zum Untermainkreis, der 1838 in Unterfranken und Aschaffenburg (später nur noch Unterfranken) umbenannt wurde.

#### Bezirksämter
Im Jahr 1862 wurde aus den Landgerichten Schweinfurt und Werneck das Bezirksamt Schweinfurt und aus den Landgerichten Gerolzhofen und Wiesentheid das Bezirksamt Gerolzhofen gebildet. Das letztgenannte wurde 1872 um einige Gemeinden des aufgelösten Bezirksamts Volkach vergrößert.
Am 10. März 1871 trat das Bezirksamt Karlstadt die Gemeinde Brebersdorf an das Bezirksamt Schweinfurt ab.
Am 1. Dezember 1919 wurde die Gemeinde Oberndorf in die Stadt Schweinfurt umgegliedert.

#### Landkreise
Am 1. Januar 1939 wurde wie überall im Deutschen Reich die Bezeichnung Landkreis eingeführt. So wurden aus den Bezirksämtern die Landkreise Gerolzhofen und Schweinfurt.

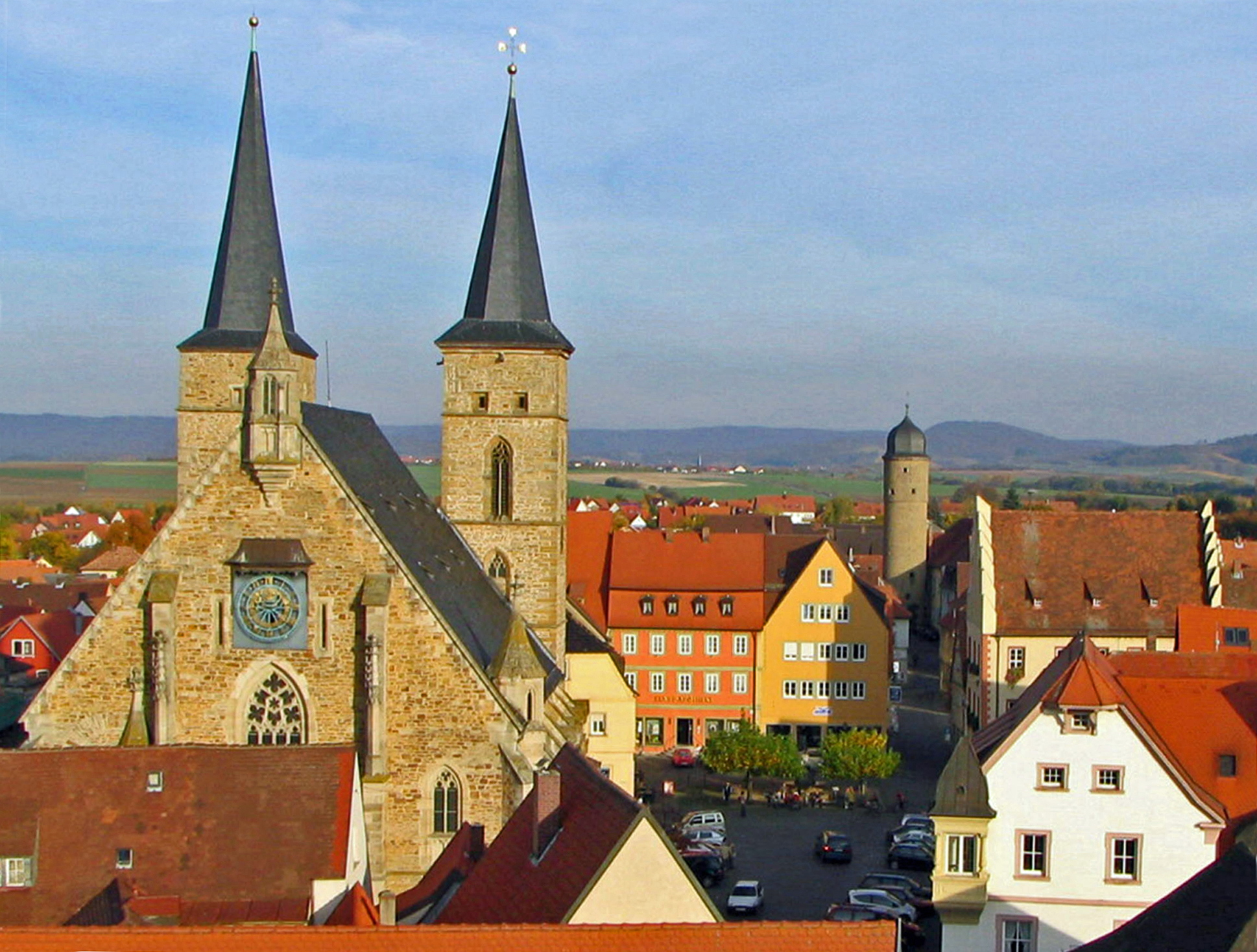
Gerolzhofen, Kreisstadt bis 1972; im Hintergrund der Steigerwald

#### Landkreis Schweinfurt
Im Rahmen der Gebietsreform in Bayern wurde am 1. Juli 1972 der Landkreis Schweinfurt um den Großteil des Landkreises Gerolzhofen, sechs Gemeinden des Landkreises Karlstadt, die Gemeinden Greßthal und Wasserlosen des Landkreises Hammelburg, das gemeindefreie Gebiet Jeusing des Landkreises Bad Kissingen und neun Gemeinden des Landkreises Hofheim in Unterfranken auf seine heutige Ausdehnung vergrößert. Der Rest des Landkreises Gerolzhofen kam zum vergrößerten Landkreis Kitzingen bzw. Landkreis Würzburg. Kreissitz des Landkreises Schweinfurt blieb die kreisfreie Stadt Schweinfurt, in die, im Gegensatz zu nahezu allen anderen bayerischen kreisfreien Städten, keine Vororte aus dem Landkreis eingemeindet wurden.

### Wüstungen
Mehrere Wüstungen befinden sich auf dem Gebiet des Landkreises. Jeusungen wurde 791 erstmals urkundlich erwähnt, Sahermor 1114 und Lauerbach im Jahre 1302. Während zum Senftenhof, der vermutlich beiderseits der Grenze zwischen Schweinfurt und dem heutigen Landkreis lag, zum Brönnhof und zu Weipoltsdorf keine Erstdatierungen bekannt sind.

## Bevölkerung

### Einwohnerstatistik

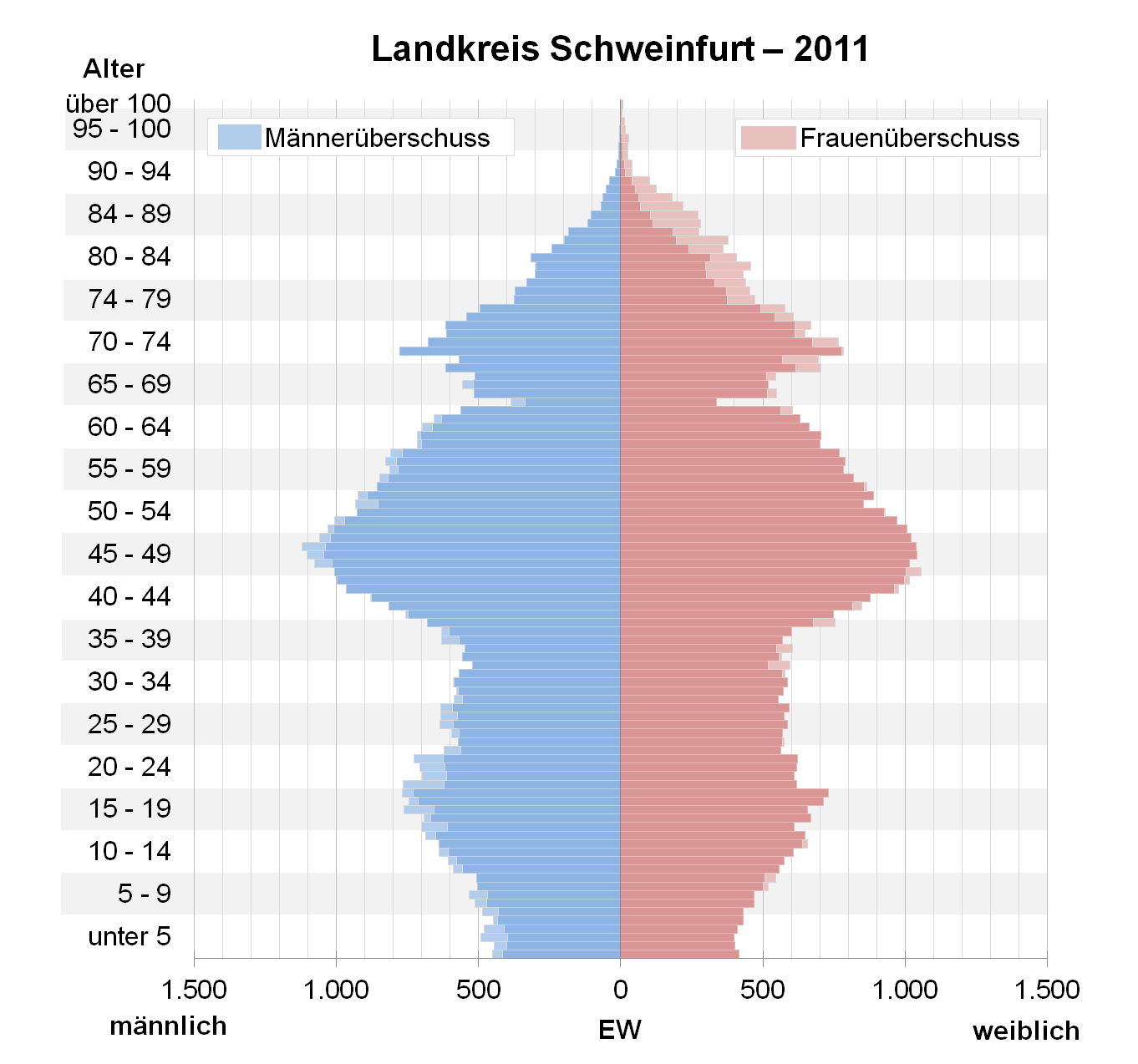
Bevölkerungspyramide für den Kreis Schweinfurt (Datenquelle: Zensus 2011.)

Von 1988 bis 2008 wuchs der Landkreis Schweinfurt um über 9.300 Einwohner bzw. um rund 9 %. Ab 2002 war die Tendenz nach einem Höchststand von rund 117.000 Einwohnern rückläufig und 2018 wieder ansteigend. Im Zeitraum 1988 bis 2018 stieg die Einwohnerzahl des Landkreises von 104.691 auf 115.106 um 10.415 Einwohner bzw. um 10 %. Die höchsten Zuwächse verzeichnen in diesem Zeitraum Gemeinden um die kreisfreie Stadt Schweinfurt mit bis zu 28 % (Schwebheim).
Die nachfolgenden Zahlen beziehen sich auf den Gebietsstand vom 25. Mai 1987:
| Bevölkerungsentwicklung | Bevölkerungsentwicklung | Bevölkerungsentwicklung | Bevölkerungsentwicklung | Bevölkerungsentwicklung | Bevölkerungsentwicklung | Bevölkerungsentwicklung | Bevölkerungsentwicklung | Bevölkerungsentwicklung | Bevölkerungsentwicklung | Bevölkerungsentwicklung | Bevölkerungsentwicklung | Bevölkerungsentwicklung | Bevölkerungsentwicklung | Bevölkerungsentwicklung |
| ----------------------- | ----------------------- | ----------------------- | ----------------------- | ----------------------- | ----------------------- | ----------------------- | ----------------------- | ----------------------- | ----------------------- | ----------------------- | ----------------------- | ----------------------- | ----------------------- | ----------------------- |
| Jahr                    | 1840                    | 1900                    | 1939                    | 1950                    | 1961                    | 1970                    | 1987                    | 1991                    | 1995                    | 2000                    | 2005                    | 2010                    | 2015                    | 2020                    |
| Einwohner               | 45.740                  | 50.924                  | 66.978                  | 85.330                  | 87.582                  | 98.100                  | 103.697                 | 109.297                 | 113.858                 | 116.569                 | 115.924                 | 113.003                 | 114.813                 | 115.652                 |

### Konfessionsstatistik
Laut der Volkszählung 1987 waren 78,4 % römisch-katholisch, 19,1 % der Einwohner evangelisch und 2,5 % gehörten einer anderen oder keiner Religionsgemeinschaft an oder machten keine Angabe. Laut der Zensus 2011 waren 67,8 % der Einwohner römisch-katholisch, 18,8 % evangelisch und 13,4 % gehörten einer anderen oder keiner Religionsgemeinschaft an oder machten keine Angabe. Im Dezember 2019 waren 60,8 % (70.036 der 115.238 Einwohner) römisch-katholisch.

## Politik
Der Landkreis Schweinfurt ist seit den bayerischen Kommunalwahlen 2020 der einzig verbliebene bayerische Landkreis, in dem die SPD den Landrat stellt.

### Bezirksamtsvorstände (bis 1938) und Landräte (ab 1939)
- 1913–1922: Karl Müller
- 1924–1928: Karl Eller
- 1928–1932: Ludwig Schießer
- 1933–1935: Eduard Bauch
- 1936–1937: Anton Schmitt
- 1937–1945: Kurt Monglowsky
- 1945–1958: Bernhard Schineller
- 1958–1977: Georg Burghard (CSU)
- 1. Februar 1977–31. Januar 1995: Karl Beck (CSU)
- 1. Februar 1995–31. Januar 2013: Harald Leitherer (CSU)
- seit 1. Februar 2013: Florian Töpper (SPD)[20]

### Kreistag
Die Kommunalwahlen 2002, 2008, 2014 und 2020 führten zu den folgenden Sitzverteilungen im Kreistag:
|                      | 2002 | 2008 | 2014 | 2020 |
| -------------------- | ---- | ---- | ---- | ---- |
| CSU                  | 34   | 31   | 30   | 25   |
| SPD                  | 13   | 10   | 11   | 11   |
| FW                   | 7    | 8    | 9    | 10   |
| GRÜNE/Offene Liste * | 3    | 4    | 6    | 8    |
| REP                  | 2    | 2    | 0    | n.a  |
| FDP/Freie Bürger     | 1    | 2    | 2    | 1    |
| LINKE                | n.a  | 3    | 2    | 1    |
| AfD                  | n.a  | n.a  | n.a  | 4    |
| Gesamt               | 60   | 60   | 60   | 60   |

### Wappen
| Wappen des Landkreises Schweinfurt | Blasonierung: „Über rotem Schildfuß, darin drei silberne Spitzen, in Gold ein rot bewehrter, schwarzer Adler.“ |
| Wappen des Landkreises Schweinfurt | Wappenbegründung: Die drei silbernen Spitzen aus dem Hochstiftswappen (Fränkischer Rechen) erinnern daran, dass fast das gesamte Kreisgebiet zum Hochstift Würzburg gehörte. Der Adler steht für die Gebiete, die früher zur Reichsstadt Schweinfurt gehörten sowie für die Reichsdörfer Sennfeld und Gochsheim. Er weist zugleich auf die einstigen Hoheitsrechte mehrerer reichsritterschaftlicher Geschlechter im Kreisgebiet hin. |

### Kommunale Allianzen
Gemeinden die vorwiegend im Kernbereich des Landkreises Schweinfurt liegen schlossen sich zunächst zu drei Kommunalen Allianzen zusammen. Später wurde der Landkreis durch eine vierte Allianz flächendeckend erfasst, wodurch die Allianzen identisch mit den vier Landschaften des Landkreises wurden (siehe: Landschaften). In beiden Fällen gehörten auch einige Gemeinden außerhalb des Landkreises Schweinfurt zu den Allianzen. Schließlich führte eine Umstrukturierung zur Schaffung einer fünften Allianz, die als einzige ihren Schwerpunkt außerhalb des Landkreises Schweinfurt hat.
Der Landkreis Schweinfurt und ein näheres Umfeld werden durch fünf ILE-Regionen (Integrierte Ländliche Entwicklung) aufgegliedert:
- Oberes Werntal: Bergrheinfeld, Dittelbrunn, Euerbach, Geldersheim, Niederwerrn, Poppenhausen, Waigolshausen, Wasserlosen, Werneck / Landkreis Bad Kissingen: Oerlenbach
- Schweinfurter Oberland: Schonungen, Stadtlauringen, Üchtelhausen / Landkreis Bad Kissingen: Maßbach, Rannungen, Thundorf
- Schweinfurter Mainbogen: Gochsheim, Grafenrheinfeld, Grettstadt, Röthlein, Schwebheim, Sennfeld
- Weinpanorama Steigerwald: Dingolshausen, Donnersdorf, Frankenwinheim, Gerolzhofen, Lülsfeld, Michelau, Oberschwarzach, Sulzheim
- Mainschleife Plus: Kolitzheim, Schwanfeld, Wipfeld / Landkreis Kitzingen: Volkach, Nordheim am Main, Sommerach / Landkreis Würzburg: Eisenheim

## Gemeinden
(Einwohner am 31. Dezember 2024)
| Stadt 1. Gerolzhofen (6767) Märkte 1. Oberschwarzach (1423) 2. Stadtlauringen (4149) 3. Werneck (10.051) Weitere Gemeinden 1. Bergrheinfeld (5276) 2. Dingolshausen (1326) 3. Dittelbrunn (7519) 4. Donnersdorf (1955) 5. Euerbach (2899) 6. Frankenwinheim (979) 7. Geldersheim (2524) 8. Gochsheim (6093) 9. Grafenrheinfeld (3435) 10. Grettstadt (4251) 11. Kolitzheim (5671) 12. Lülsfeld (768) 13. Michelau i.Steigerwald (1178) 14. Niederwerrn (8331) 15. Poppenhausen (4371) 16. Röthlein (4444) 17. Schonungen (7628) 18. Schwanfeld (1749) 19. Schwebheim (4103) 20. Sennfeld (4212) 21. Sulzheim (2020) 22. Üchtelhausen (3762) 23. Waigolshausen (2686) 24. Wasserlosen (3425) 25. Wipfeld (982) | Verwaltungsgemeinschaften 1. Gerolzhofen (Stadt Gerolzhofen, Markt Oberschwarzach, Gemeinden Dingolshausen, Donnersdorf, Frankenwinheim, Lülsfeld, Michelau i.Steigerwald und Sulzheim) 2. Schwanfeld (Gemeinden Schwanfeld und Wipfeld) Gemeindefreie Gebiete (35,29 km²) 1. Bürgerwald (8,04 km²) 2. Geiersberg (0,79 km²) 3. Hundelshausen (11,12 km²) 4. Nonnenkloster (1,21 km²) 5. Stollbergerforst (4,18 km²) 6. Vollburg (1,46 km²) 7. Wustvieler Forst (8,49 km²) |

## Gemeinden vor der Gebietsreform 1971/78
Vor der Gebietsreform hatte der Landkreis Schweinfurt 64 Gemeinden (siehe Liste unten). (Die Gemeinden, die es heute noch gibt, sind fett geschrieben):

Landkreis Schweinfurt, Gemeindegrenzenkarte von 1961

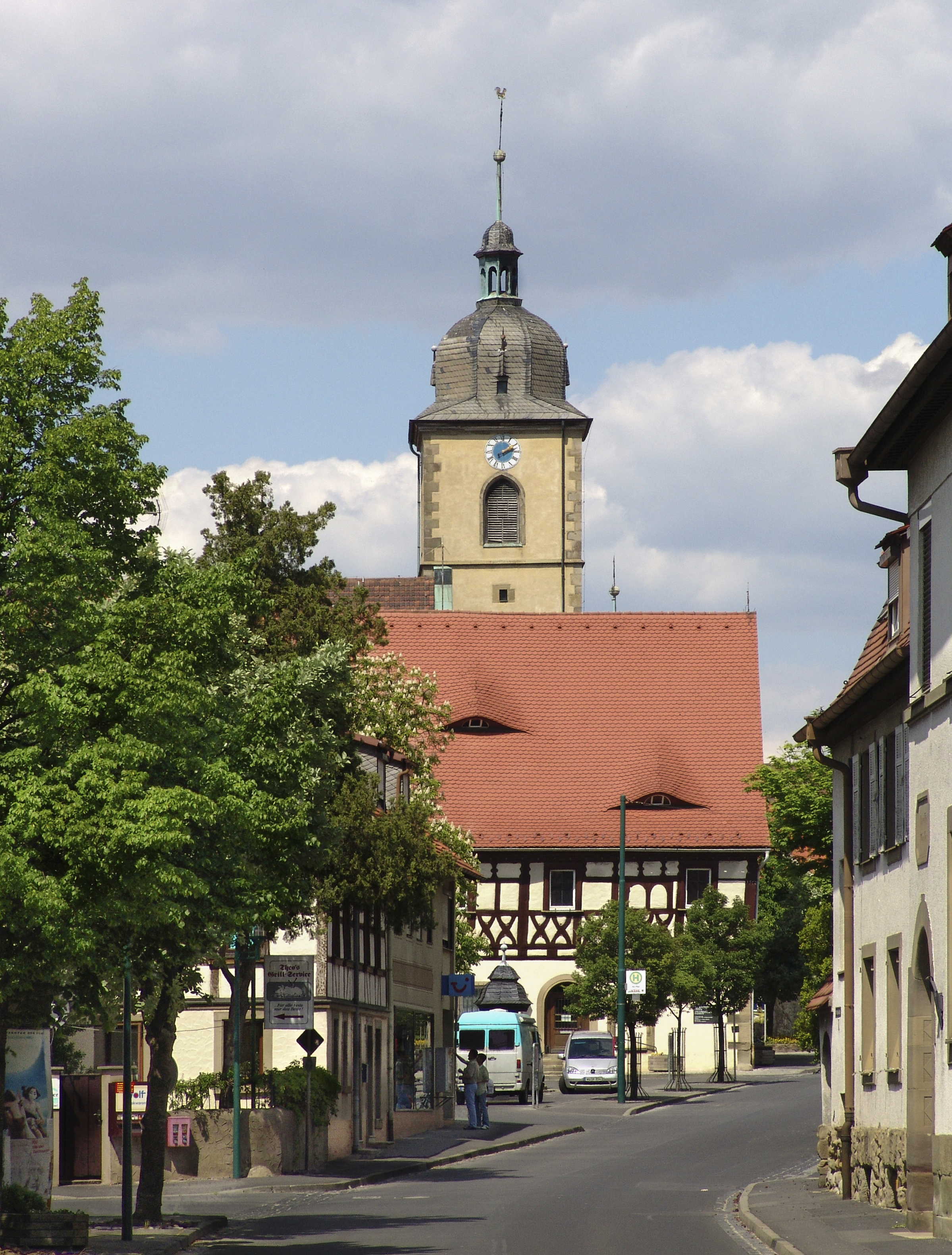
Gochsheim: größte Gemeinde des Landkreises vor der Gebietsreform

| Frühere Gemeinde     | Heutige Gemeinde | Heutiger Landkreis    |
| -------------------- | ---------------- | --------------------- |
| Abersfeld            | Schonungen       | Landkreis Schweinfurt |
| Ballingshausen       | Stadtlauringen   | Landkreis Schweinfurt |
| Bergrheinfeld        | Bergrheinfeld    | Landkreis Schweinfurt |
| Brebersdorf          | Wasserlosen      | Landkreis Schweinfurt |
| Dittelbrunn          | Dittelbrunn      | Landkreis Schweinfurt |
| Dürrfeld             | Grettstadt       | Landkreis Schweinfurt |
| Ebertshausen         | Üchtelhausen     | Landkreis Schweinfurt |
| Eckartshausen        | Werneck          | Landkreis Schweinfurt |
| Egenhausen           | Werneck          | Landkreis Schweinfurt |
| Eßleben              | Werneck          | Landkreis Schweinfurt |
| Ettleben             | Werneck          | Landkreis Schweinfurt |
| Euerbach             | Euerbach         | Landkreis Schweinfurt |
| Forst                | Schonungen       | Landkreis Schweinfurt |
| Garstadt             | Bergrheinfeld    | Landkreis Schweinfurt |
| Geldersheim          | Geldersheim      | Landkreis Schweinfurt |
| Gochsheim            | Gochsheim        | Landkreis Schweinfurt |
| Grafenrheinfeld      | Grafenrheinfeld  | Landkreis Schweinfurt |
| Grettstadt           | Grettstadt       | Landkreis Schweinfurt |
| Hain                 | Poppenhausen     | Landkreis Schweinfurt |
| Hambach              | Dittelbrunn      | Landkreis Schweinfurt |
| Hausen               | Schonungen       | Landkreis Schweinfurt |
| Heidenfeld           | Röthlein         | Landkreis Schweinfurt |
| Hergolshausen        | Waigolshausen    | Landkreis Schweinfurt |
| Hesselbach           | Üchtelhausen     | Landkreis Schweinfurt |
| Hirschfeld           | Röthlein         | Landkreis Schweinfurt |
| Holzhausen           | Dittelbrunn      | Landkreis Schweinfurt |
| Kronungen            | Poppenhausen     | Landkreis Schweinfurt |
| Kützberg             | Poppenhausen     | Landkreis Schweinfurt |
| Löffelsterz          | Schonungen       | Landkreis Schweinfurt |
| Madenhausen          | Üchtelhausen     | Landkreis Schweinfurt |
| Maibach              | Poppenhausen     | Landkreis Schweinfurt |
| Mainberg             | Schonungen       | Landkreis Schweinfurt |
| Marktsteinach        | Schonungen       | Landkreis Schweinfurt |
| Niederwerrn          | Niederwerrn      | Landkreis Schweinfurt |
| Obbach               | Euerbach         | Landkreis Schweinfurt |
| Obereuerheim         | Grettstadt       | Landkreis Schweinfurt |
| Oberwerrn            | Niederwerrn      | Landkreis Schweinfurt |
| Pfändhausen          | Dittelbrunn      | Landkreis Schweinfurt |
| Pfersdorf            | Poppenhausen     | Landkreis Schweinfurt |
| Poppenhausen         | Poppenhausen     | Landkreis Schweinfurt |
| Reichmannshausen     | Schonungen       | Landkreis Schweinfurt |
| Röthlein             | Röthlein         | Landkreis Schweinfurt |
| Rundelshausen        | Werneck          | Landkreis Schweinfurt |
| Schleerieth          | Werneck          | Landkreis Schweinfurt |
| Schnackenwerth       | Werneck          | Landkreis Schweinfurt |
| Schonungen           | Schonungen       | Landkreis Schweinfurt |
| Schraudenbach        | Werneck          | Landkreis Schweinfurt |
| Schwanfeld           | Schwanfeld       | Landkreis Schweinfurt |
| Schwebheim           | Schwebheim       | Landkreis Schweinfurt |
| Sennfeld             | Sennfeld         | Landkreis Schweinfurt |
| Sömmersdorf          | Euerbach         | Landkreis Schweinfurt |
| Stettbach            | Werneck          | Landkreis Schweinfurt |
| Theilheim            | Waigolshausen    | Landkreis Schweinfurt |
| Üchtelhausen         | Üchtelhausen     | Landkreis Schweinfurt |
| Untereuerheim        | Grettstadt       | Landkreis Schweinfurt |
| Vasbühl              | Werneck          | Landkreis Schweinfurt |
| Waigolshausen        | Waigolshausen    | Landkreis Schweinfurt |
| Waldsachsen          | Schonungen       | Landkreis Schweinfurt |
| Weipoltshausen       | Üchtelhausen     | Landkreis Schweinfurt |
| Werneck              | Werneck          | Landkreis Schweinfurt |
| Weyer                | Gochsheim        | Landkreis Schweinfurt |
| Wipfeld              | Wipfeld          | Landkreis Schweinfurt |
| Zell bei Schweinfurt | Üchtelhausen     | Landkreis Schweinfurt |
| Zeuzleben            | Werneck          | Landkreis Schweinfurt |

## Wirtschaft und Infrastruktur

### Ansässige Unternehmen
Der größte Arbeitgeber des Landkreises ist die Spedition Schäflein. An zweiter Stelle folgt Edeka Nordbayern-Sachsen-Thüringen, mit ihrem größten Logistikzentrum in Gochsheim, mit rund 700 Beschäftigten. Danach die FIS GmbH (SAP-Dienstleister), die mit ihren Tochtergesellschaften insgesamt über 600 Personen beschäftigt, davon rund 500 in Grafenrheinfeld (Stand: Ende 2016). Danach folgt Belectric, ein Unternehmen aus der Solarbranche mit 500 Beschäftigten, das 2011 aus dem Zusammenschluss der Beck Energy GmbH, der S&F Umwelttechnik GmbH und der Blitzstrom GmbH entstand. Die Beck Energy GmbH war beim Zusammenschluss mit 269 Megawatt Weltmarktführer im Bau von Solarkraftwerken auf Freiflächen.
Zudem sind zahlreiche weitere bekannte oder größere Unternehmen im Landkreis vertreten, insbesondere der Logistik- und Lebensmittel-Branche, die meist unweit südlich des Schweinfurter Industriegebietes angesiedelt sind.

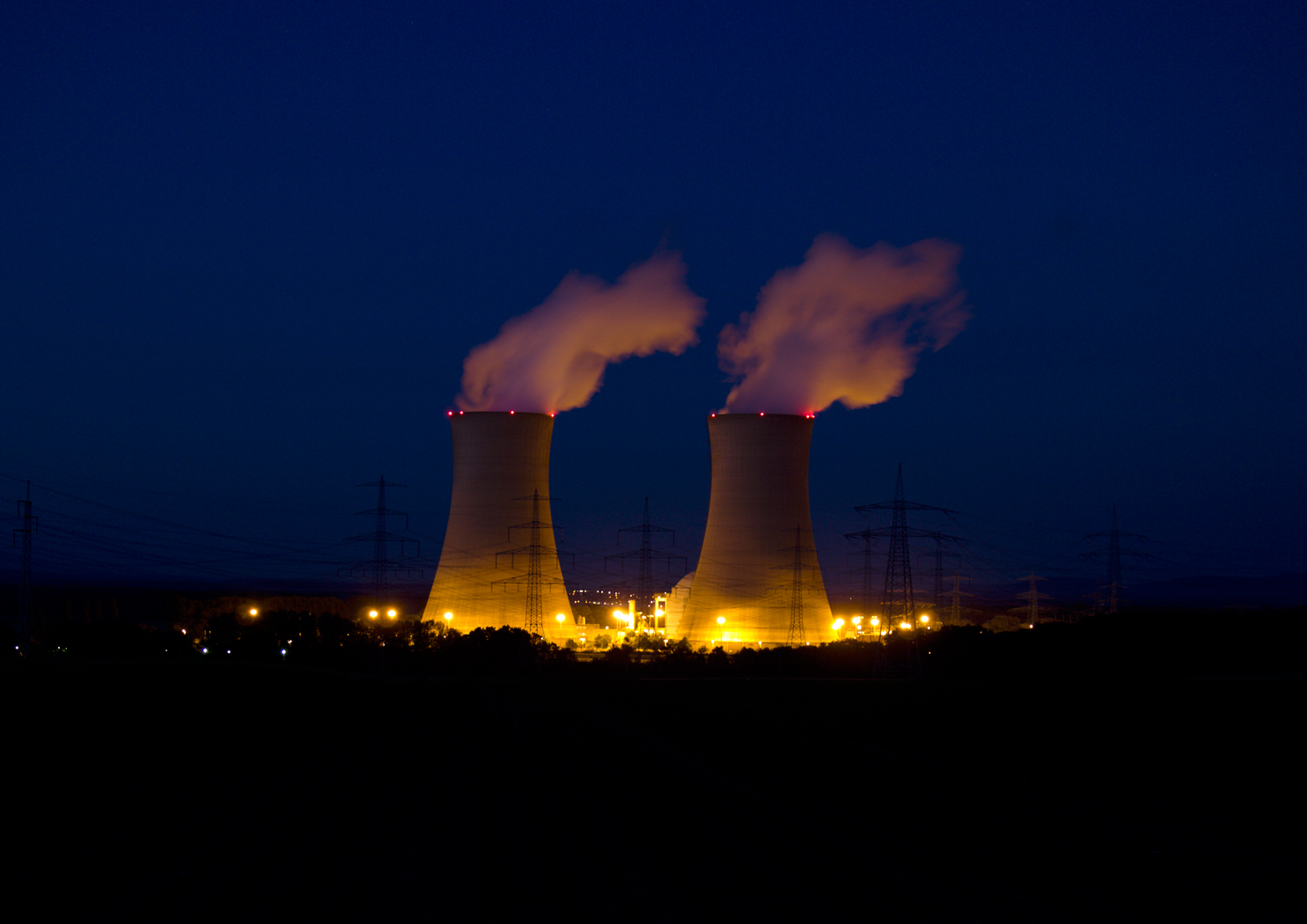
Kernkraftwerk Grafenrheinfeld bei Nacht, 2015 stillgelegt, seitdem Rückbau

- Amazon-Verteilzentrum Poppenhausen
- Belectric, Kolitzheim
- Carl Kühne KG, Sennfeld
- Edeka Nordbayern-Sachsen-Thüringen, Gochsheim
- Eichetti-Confiserie, Werneck
- Electrolux, Gochsheim
- E.ON, Kernkraftwerk Grafenrheinfeld, seit 2015 Rückbau
- FIS GmbH, SAP-Dienstleister, Grafenrheinfeld[27]
- Kaufland-Logistik, Donnersdorf
- Lekkerland-Tobaccoland, Gochsheim
- Möslein Nutzfahrzeugbau, Schwebheim
- Meßmer Tee Grettstadt (Marke der Laurens Spethmann Holding)
- Schäflein Spedition, Röthlein
- Winora-Staiger, Sennfeld[28]

Die Husqvarna-Deutschland-Zentrale wurde 2010 von Gochsheim nach Ulm verlegt.
Hercules wurde von der Winora Group Sennfeld 2014 an ZEG verkauft.

### Stromleitungsknoten
Einer der wichtigsten deutschen Leitungsknoten der Hochspannungs-Gleichstrom-Übertragung am 2015 stillgelegten Kernkraftwerk Grafenrheinfeld bleibt bestehen und wird seit Anfang 2015 weiter ausgebaut, als ein Ende der geplante Stromtrasse Suedlink, als erstes Großprojekt in Erdverkabelung.[veraltet]
Siehe: Leitungsknoten Bergrheinfeld

### Landwirtschaft
Der Landkreis gehört zu den deutschen Kreisen mit der geringsten Viehdichte, mit unter 0,5 Großvieheinheiten (GVE) je Hektar. Im Landkreis gibt es 1.200 Betriebe, mehr als die Hälfte werden im Nebenerwerb geführt. Die durchschnittliche Betriebsgröße steigt und beträgt rund 40 Hektar. Der Landkreis besitzt sehr fruchtbare Böden und bildet mit hoher geografischer und klimatischer Vielfalt einen Mikrokosmos. Vier sehr unterschiedlich strukturierte Landschaften bieten auf kleinem Raum ein fast beispielloses Spektrum an Erzeugnissen (siehe auch: Die vier Landschaften).
Die Schweinfurter Rhön ist das Zentrum von Forstwirtschaft und Jagd. In größeren Bächen gibt es Bachforellen.
Das Schweinfurter Becken wird von Wiesen und Sonderkulturen geprägt, mit den bekannten Gemüsedörfern Sennfeld und Gochsheim. Hier ist deshalb auch Lebensmittelindustrie angesiedelt (siehe: Ansässige Unternehmen). Im Landkreis wird auf 220 Hektar Feldgemüse angebaut. In beiden Dörfern und Röthlein wurden seit den 1980er Jahren größere Gewächshäuser errichtet, auch für Blumen. Hier gibt es auch einige Karpfenteiche und größere Spargelfelder. Der Landkreis Schweinfurt ist der zweitgrößte Spargel-Landkreis Unterfrankens, auf 90 Hektar wird Spargel angebaut. Im von Wiesen umgebenen Teedorf Grettstadt ist der Hauptsitz von Meßmer Tee. Schwebheim gilt als Kräuterdorf. Im Landkreis werden auf 100 Hektar Heil-, Duft- und Gewürzpflanzen sowie Küchenkräuter angebaut.
Im Steigerwaldvorland wird Weinbau betrieben (siehe: Weinbau). Der Raum Lindach ist das Zentrum des Obstbaus, mit Brennereien.
Das Schweinfurter Gauland ist lößreich und die Kornkammer des Landkreises. Hier gedeiht auch Braugerste hoher Qualität.

### Weinbau

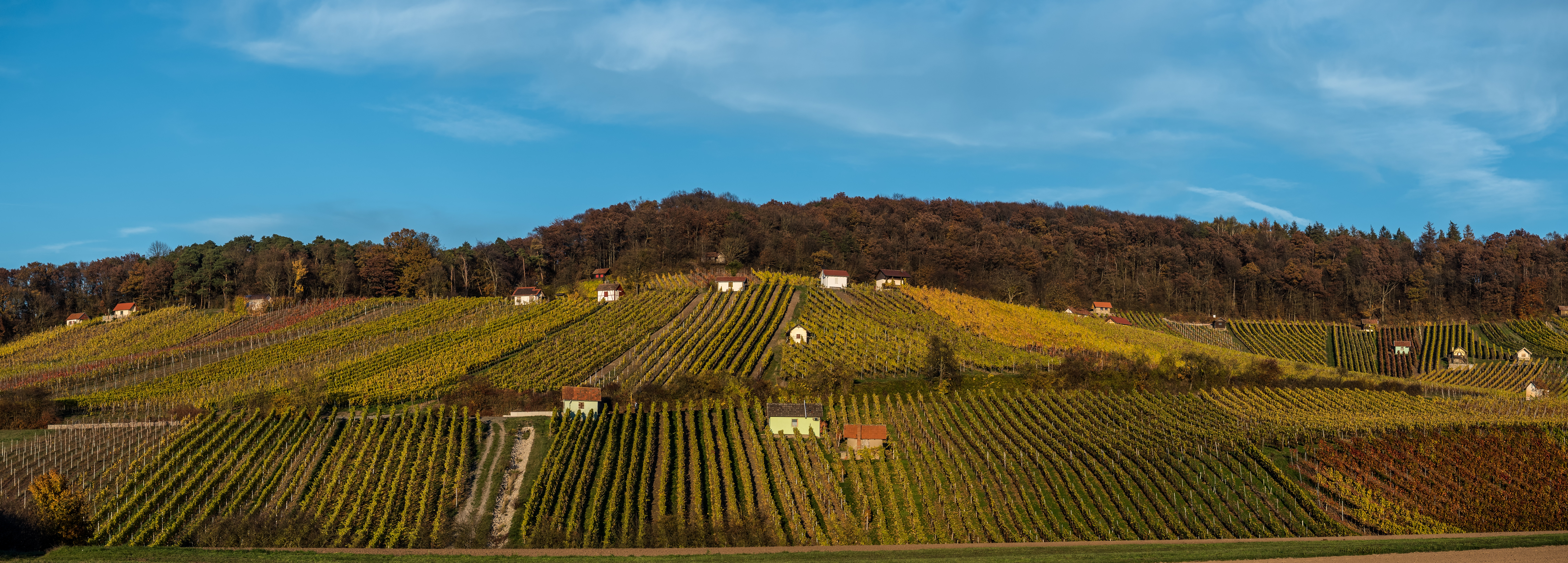
Ursprünglich gebliebene Weinberge bei Falkenstein am Steigerwald

Der Landkreis Schweinfurt ist mit 350 Hektar Rebfläche der drittgrößte Weinlandkreis des Weinbaugebietes Franken. Der größte Weinort des Landkreises ist Stammheim (Kolitzheim). Die bekannteste Weinlage ist der Wipfelder Zehntgraf. An der Kirchbergsteige in Wipfeld befindet sich einer der ältesten Weinberge Deutschlands, der noch mit gemischtem Satz bepflanzt ist.
Dem Landkreis blieben, im Gegensatz zum Kitzinger und Würzburger Raum, zum größten Teil die Flurbereinigung der Weinberge und die Einführung von Großlagen im Deutschen Weingesetz erspart. Dadurch blieb hier die historische Wein-Kulturlandschaft weitgehend erhalten. Es wird auch kein Massenwein angebaut, weshalb die Weine überregional, beispielsweise in Discountern, nicht erhältlich sind.
„Seine besten Lagen hat der Müller-Thurgau auf den Gipskeuper-Böden südlich von Schweinfurt. Dies ist Weinfrankens heimeligste Ecke, ein weitgehend ursprünglich gebliebenes Bauernland […] Das Klima ist kontinental: sengende Sonne wechselt mit grimmigen Frost.“

### Whisky-Brennerei
Das Weingut und die Whisky-Brennerei Martin Mößlein in Zeilitzheim destilliert seit 1996 fränkischen Whisky. Der Whisky-Guide 2011 zählt die Brennerei zu den Top 3 der besten Deutschen Whisky-Brennereien.

### Öffentliche Einrichtungen

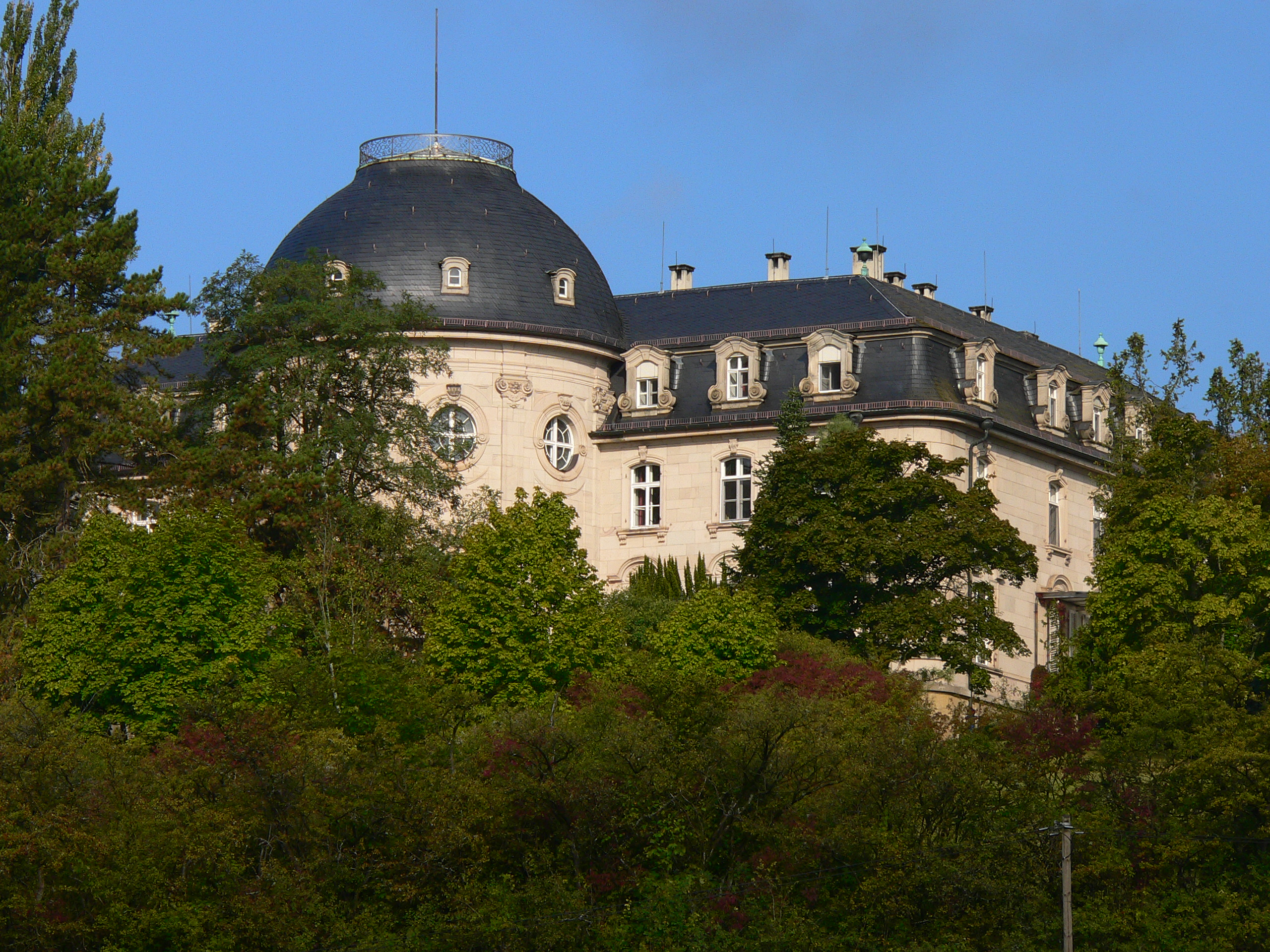
Schloss Craheim bei Wetzhausen

#### Tagungszentren
- Kulturhalle Grafenrheinfeld[38]
- Schloss Craheim bei Wetzhausen
- Steigerwaldzentrum Handthal bei Oberschwarzach.[39]

#### Ausstellungszentren
- Steigerwaldzentrum Handthal[39]

#### Kliniken

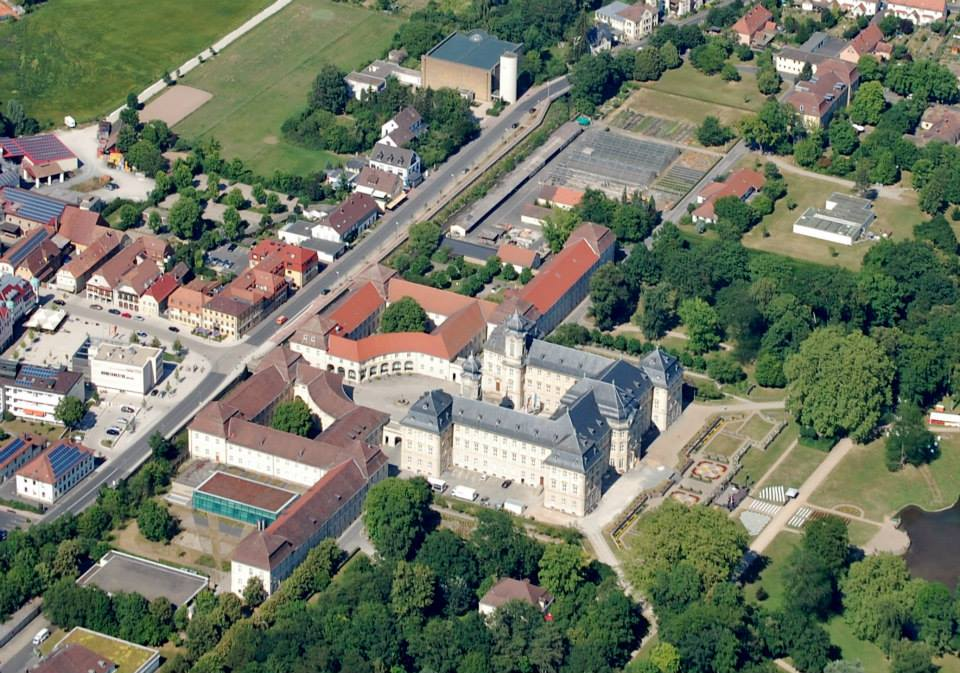
Werneck, links unten am Schloss der gläserne Operationssaal der Orthopädischen Klinik

Der Klinikhauptort des Landkreises, „ein Cluster der Gesundheitsbranche“, ist Werneck, mit drei Krankenhäusern und der (nach eigenen Angaben) größten Praxisklinik Frankens:
- Krankenhaus für Psychiatrie und Psychotherapie Schloss Werneck
- Krankenhaus Markt Werneck
- Orthopädisches Krankenhaus Schloss Werneck
- Praxisklinik Werneck für Chirurgie und Orthopädie

Zudem ist in Gerolzhofen die Geomed-Klinik.
Das Psychiatrische Krankenhaus mit Psychiatrischem Museum im Schloss Werneck ist eine der ältesten psychiatrischen Kliniken Deutschlands. Es wurde 1855 von Bernhard von Gudden eröffnet, dem Arzt, der 1886 zusammen mit dem König Ludwig II. von Bayern im Starnberger See ertrank, nachdem er zuvor ein Gutachten verfasst hatte, das zur Absetzung des Königs führte.

#### Schulen
Das Gymnasium des Landkreises, das Celtis-Gymnasium, befindet sich in der kreisfreien Stadt Schweinfurt. Im Landkreis gibt es in Gerolzhofen eine gymnasiale Unter- und Mittelstufe der Außenstelle des Franken-Landschulheims Schloss Gaibach und die Ludwig-Derleth-Realschule.

#### Weiteres
Das Kreisalten- und Pflegeheim befindet sich in Werneck.

### Verkehr
Der Landkreis Schweinfurt liegt zentral innerhalb des wiedervereinigten Deutschlands. Die Region befindet sich am Schnittpunkt zahlreicher Verkehrswege und ist sehr gut in den überregionalen Wirtschaftsraum eingebunden. Fast alle größeren Verkehrswege und Hochspannungsleitungen laufen relativ kompakt und landschaftsschonend im landschaftlich weniger reizvollen Raum im Südwesten des Landkreises, um Werneck und am 2015 abgeschalteten Kernkraftwerk Grafenrheinfeld (KKG), in Trassenbündeln zusammen. Dadurch werden die wertvollen Naturräume und Weinkulturlandschaften des Landkreises, im Gegensatz zum benachbarten Landkreis Würzburg, nicht durchschnitten.

#### Nahverkehr Mainfranken
Der Nahverkehr Mainfranken (NVM) ist ein Verkehrsverbund des Öffentlichen Personennahverkehrs für die gesamte Region Mainfranken. Dieser bietet einen Gemeinschaftstarif an, der nicht nur bei den örtlichen Busunternehmen, sondern auch auf den Bahnstrecken in Mainfranken gilt.

#### Schienenverkehr

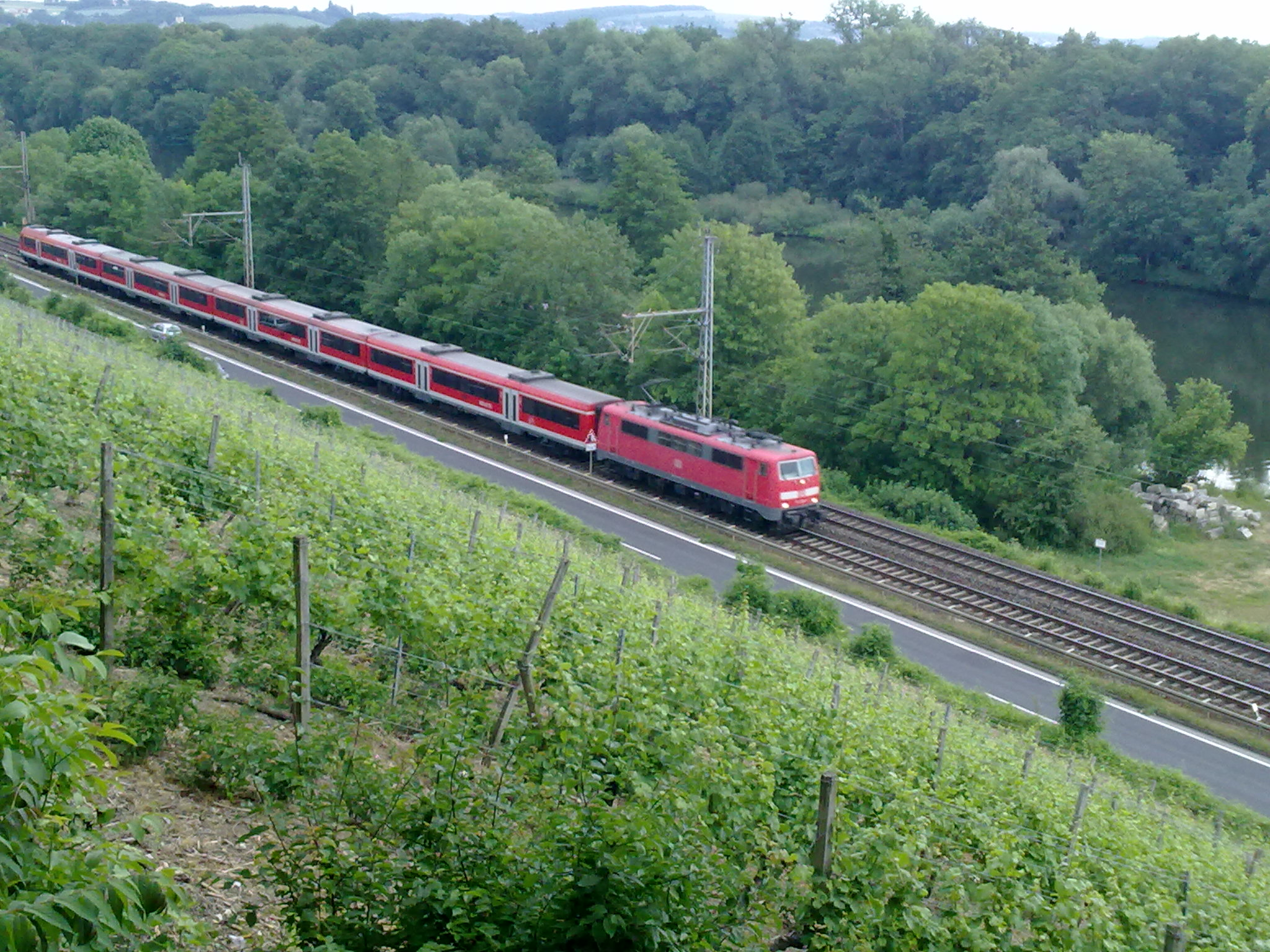
Bahnlinie Schweinfurt–Bamberg entlang des Mains, bei Schweinfurt

Die von Bamberg mainabwärts führende staatliche Ludwigs-West-Bahn erreichte im Jahre 1852 die Stadt Schweinfurt und 1854 Würzburg. Schweinfurt wurde durch die hier 1871 nach Bad Kissingen abzweigende Strecke der Bayerischen Staatseisenbahnen zum Bahnknoten. Diese Linie bekam 1874 einen Zweig nach Meiningen. In Waigolshausen geht seit 1879 von der Würzburger Bahn eine eingleisige Querverbindung, die Werntalbahn, nach Gemünden ab, die heute überwiegend dem Güterverkehr dient und elektrifiziert worden ist. Der Gerolzhöfer Gau am Westrand des Steigerwaldes wurde 1893 durch eine Nebenbahn Kitzingen–Gerolzhofen an das Eisenbahnnetz angeschlossen; sie führte seit 1903 bis Schweinfurt. Der Markt Stadtlauringen im Norden des Kreises war ab 1900 Endstation einer Nebenbahn von Rottershausen. Der Personenverkehr in diesem Netz von nun 77 km Länge wurde um 33 km reduziert:
- 1959: Rottershausen–Stadtlauringen (1 km)
- 1976: Waigolshausen–Wernfeld–Gemünden (7 km) (Werntalbahn)
- 1981: Kitzingen–Lülsfeld–Gerolzhofen (5 km)
- 1987: Gerolzhofen–Schweinfurt Hbf (20 km)

Seit 2004 verkehrt auf der Werntalbahn an Sonntagen, neuerdings auch an Samstagen, der sogenannte Radelzug Aschaffenburg–(Schweinfurt)–Bamberg. Seit 2015 verkehrt hier zudem an Wochenenden der Main-Spessart-Express Bamberg–Schweinfurt–Frankfurt (Main).
Im Landkreis befinden sich fünf Stationen für Personenzüge in Betrieb (Eßleben, Oberwerrn, Poppenhausen, Schonungen, Waigolshausen) und zudem ein Güterbahnhof im Bergrheinfelder Industriegebiet. Der Bahnhof für Güterverladung in den Conn Barracks wird seit dem Abzug der US Army aus Schweinfurt 2014 nicht mehr genutzt (siehe: U.S. Army Garrison Schweinfurt).

#### Streit um Reaktivierung der Steigerwaldbahn
Seit längerer Zeit gibt es Initiativen zur Reaktivierung des Personenverkehrs auf der stillgelegten Bahnstrecke Kitzingen–Schweinfurt, der sogenannten Unteren Steigerwaldbahn oder verkürzt Steigerwaldbahn, die den gesamten südlichen Landkreis durchquert. Anfang 2019 entbrannte schließlich ein heftiger, bis heute andauernder Streit, der zum Politikum wurde. Im August 2019 wurde schließlich ein neues Konzept zur Reaktivierung vom Verkehrsplaner Robert Wittek-Brix vorgestellt. Einer Regionalstraßenbahn als Integralbahn, die aus Richtung Kitzingen ab dem Bahnhof Schweinfurt Sennfeld in einem Ast auf der bestehenden Bahnstrecke zum Schweinfurter Hauptbahnhof fahren und in einem zweiten Ast via Schweinfurter Innenstadt an die Bahnstrecke Schweinfurt–Meiningen angebunden werden würde.
Siehe: Steigerwaldbahn, Geforderte Wiederinbetriebnahme

#### Straßenverkehr
Die nachfolgende Liste gibt nur einen kurzen Überblick über den derzeitigen Stand.
Weiteres zur Geschichte und geplanten Neu- und Ausbauten siehe: Schweinfurt#Straßenverkehr und Schweinfurt#Lage
- (A 7) Sie führt von Nord nach Süd durch den westlichen Landkreis.
- (A 70) Sie führt von Schweinfurt nach Prag, beginnt am Autobahnkreuz Schweinfurt/Werneck und läuft von West nach Ost im Maintal durch den Landkreis.

- Sie verläuft unweit südlich des Landkreises und wird durch den Autobahnzubringer B 286 an den Landkreis angebunden.
- Sie führt durch das westliche Kreisgebiet.
- Die Maintalautobahn führt von Schweinfurt nach Bayreuth.
- Die Thüringerwaldautobahn führt von Schweinfurt nach Erfurt.

- Sie läuft parallel zur A 71 von Nord nach Süd durch den westlichen Landkreis und wurde abschnittsweise zurückgestuft, da sie hier nur noch lokale Bedeutung besitzt.
- Sie durchquert den Landkreis am Südrand ein kurzes Stück.
- Sie verläuft von Ost nach West quer durch den Landkreis parallel zur A 70 und wurde in diesem Abschnitt deshalb größtenteils zurückgestuft.
- Sie beginnt am Autobahnkreuz Schweinfurt/Werneck und läuft ein kurzes Stück durch den Westrand des Landkreises parallel zur B 26 nach Arnstein.
- Sie ist als neue Straße in Planung und soll vom Autobahnkreuz Schweinfurt/Werneck nach Südwesten zur A 3 führen.
- Sie durchquert den Landkreis von Nord nach Süd und verläuft nördlich von Schweinfurt parallel zur A 71.
- Sie beginnt an der A 7 und durchquert den Landkreis von West nach Ost.

2016 kam es an der A 7 bei Bauarbeiten des sechsstreifigen Neubaus der Talbrücke Schraudenbach zu einem Brückeneinsturz. Ein Bauarbeiter kam dabei ums Leben.

#### Bundeswasserstraße
Durch den Landkreis verläuft auf dem Main eine wichtige Bundeswasserstraße, der Rhein-Main-Donau-Kanal, der die Nordsee mit dem Schwarzen Meer verbindet. Im Landkreis befindet sich an dieser Wasserstraße nur ein Sportboothafen bei Garstadt, einem Gemeindeteil von Bergrheinfeld. Ansonsten wird der Landkreis über die
Schweinfurter Häfen erreicht, mit drei Anlandungsstellen am Main, unter anderen für Flusskreuzfahrtschiffe, zwei Schleusenvorhäfen, einem Hafen und einem Sportboothafen.

#### Flugplätze
- Der kleine Flugplatz Schweinfurt Süd liegt auf der Gemarkung Gochsheim.
- In den Conn Barracks befindet sich ein nicht mehr genutzter Militärflugplatz.
- Im benachbarten Landkreis Haßberge liegt der Flugplatz Haßfurt-Schweinfurt, der mit Flugzeugen bis zu 5,7 Tonnen Höchstgewicht angeflogen werden kann.
- Der internationale Luftverkehr ist an den Flughäfen Nürnberg (120 km entfernt) und Frankfurt (150 km entfernt) erreichbar.

## Natur und Freizeit
Stadt und Landkreis Schweinfurt haben im Jahr 2010 ihre touristischen Aktivitäten in einem Zweckverband zusammengeführt. In den Räumen im Erdgeschoss des alten Schweinfurter Rathauses Am Markt 1 residiert jetzt die gemeinsame Touristinfo Schweinfurt 360°.

### Naturparks
Der Landkreis hat Anteil an zwei Naturparks.

#### Naturpark Steigerwald

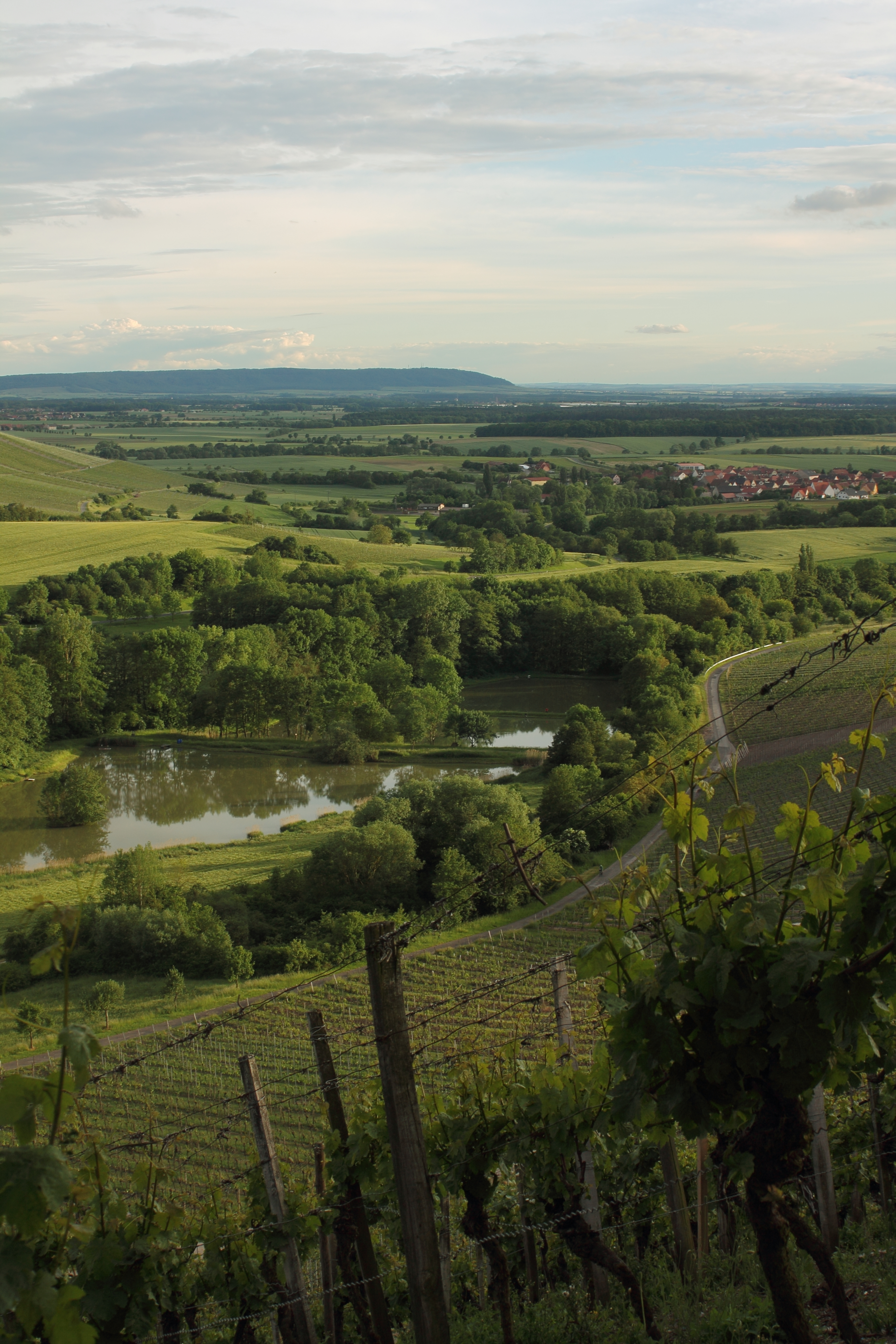
Steigerwald: Blick von der Stollburg bei Handthal auf den Schwanberg im benachbarten Landkreis Kitzingen

Zum Landkreis Schweinfurt gehört an seinem südöstlichen Rand ein 15 km langer Abschnitt des Steigerwald-Hauptkamms, mit vorgelagerten kleineren Weinbergen und kleinsten Weinorten einer der ursprünglichsten Bereiche Weinfrankens (siehe auch Weinbau).
Seit 2008 gab es einen sieben Jahre langen Streit zwischen Naturschutz, Forstwirtschaft und Politik, ob Teile des Steigerwaldes Nationalpark werden sollen oder nicht. Der Streit endete in einem Chaos, in dem selbst die Politik die Orientierung verlor. Erst das nicht mehr einzuhaltende Nominierungsdatum für ein angestrebtes UNESCO-Weltnaturerbe markierte das (vorläufige) Aus für das Projekt (siehe Geplanter Nationalpark Steigerwald). Im März 2016 entbrannte der Streit, der auch stark von wirtschaftlichen Erwartungen getragen wird, von Neuem zwischen Befürwortern eines Nationalparks Nord-Steigerwald und Gegnern, hinter denen der bayerische Innen-Staatssekretär Gerhard Eck steht. Seitdem stehen wieder die alten Fronten, der Steigerwald kommt nicht mehr zur Ruhe, die Situation ist vergiftet.
Der Freistaat Bayern griff vermittelnd durch zwei große Projekte in und um Handthal bei Oberschwarzach ein. Dem Bau eines Millionen teuren Steigerwaldzentrums, einem Waldinformations-, Forschungs- und Tagungszentrum. Und der Errichtung eines 1.150 m langen und bis zu 41 m hohen Baumwipfelpfades durch die Bayerischen Staatsforsten.

#### Naturpark Haßberge
Der Landkreis Schweinfurt hat in seiner Nordostecke einen sehr kleinen Anteil am Naturpark Haßberge. Es ist ein idyllisches, kleines, abgelegenes Mittelgebirge, „Land der Schlösser, Burgen und Ruinen“ genannt, von denen drei Schlösser im Landkreis Schweinfurt liegen (Birnfeld, Craheim, Wetzhausen) und alle anderen im benachbarten Landkreis Haßberge.

### Schutzgebiete

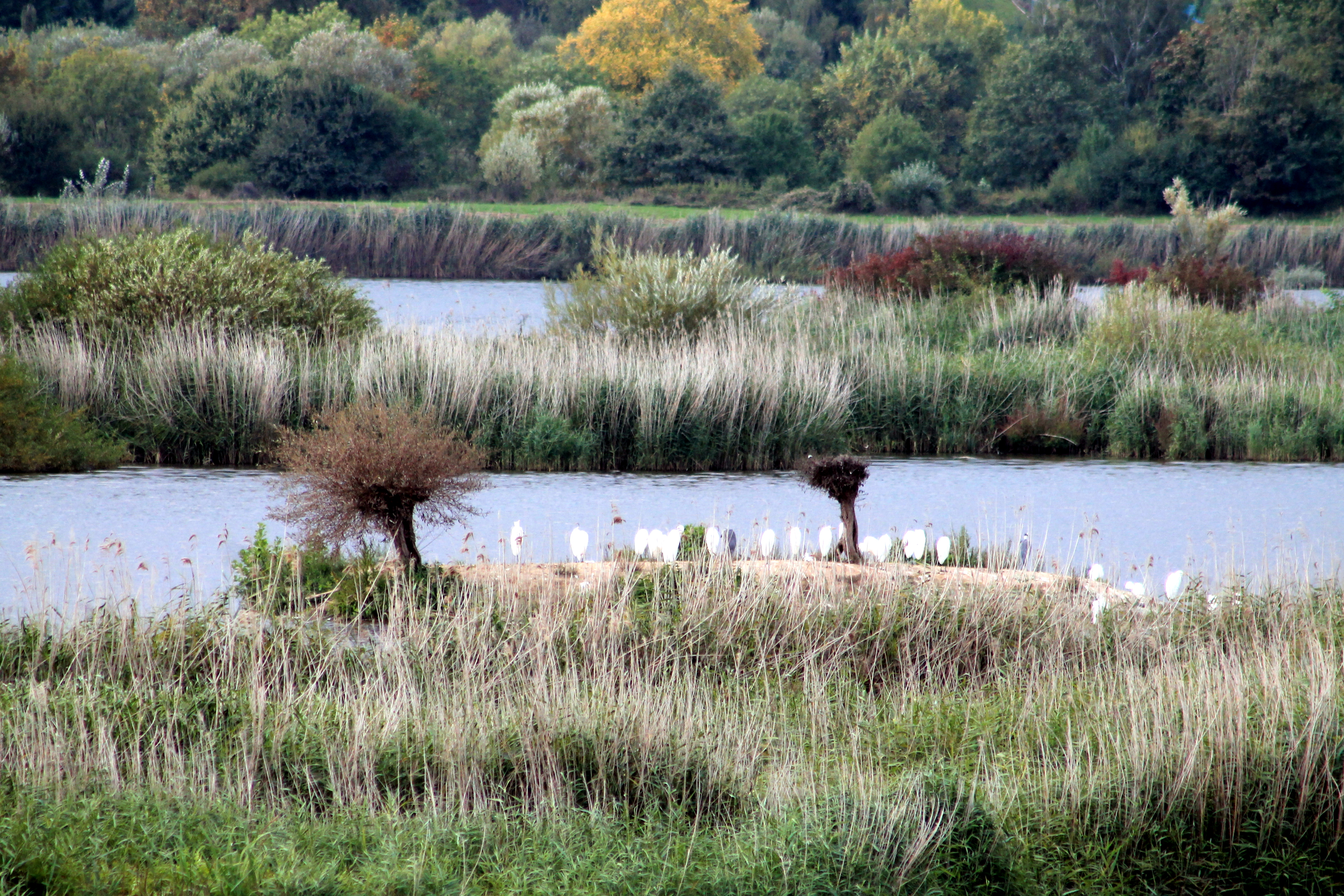
Vogelschutzgebiet bei Garstadt

Im Landkreis gibt es 20 Naturschutzgebiete, 18 Landschaftsschutzgebiete, insgesamt zwölf und zum Teil mit anderen Landkreisen überlappende FFH-Gebiete und mindestens 18 vom Bayerischen Landesamt für Umwelt ausgewiesene Geotope. Überregional bekannt ist der Naturwald Kleinengelein, welcher den ältesten Buchenbestand Deutschlands aufweist.
Siehe auch:
- Liste der Naturschutzgebiete im Landkreis Schweinfurt
- Liste der Landschaftsschutzgebiete im Landkreis Schweinfurt
- Liste der FFH-Gebiete im Landkreis Schweinfurt
- Liste der Geotope im Landkreis Schweinfurt

### Hausener Felsensee

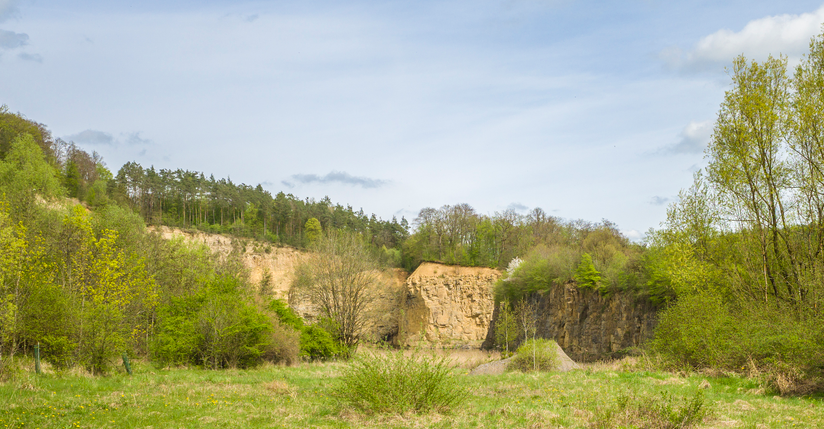
Hausener Felsensee in einem stillgelegten Kalksteinbruch

Der 2,6 Hektar große Hausener Felsensee ist ein Grundwassersee nördlich von Hausen, der nicht zugänglich und nur aus der Ferne einsehbar ist. Er wird an drei Seiten von steilen Abbruch-Felswänden umgeben und liegt in einem 1998 stillgelegten Kalksteinbruch am Naturschutzgebiet Hausener Talhänge.

### Radwege
Vor allem das gut ausgeschilderte Radwegenetz gilt – neben den Weinaktivitäten – als wichtiger Eckpfeiler des Tourismus. Insgesamt finden Radfahrer im Schweinfurter Land das bestausgebaute Radwegenetz Unterfrankens mit unterschiedlichen Anforderungsprofilen vor: 880 Kilometer führen quer durch das Schweinfurter Land – vom Ellertshäuser See bis in den Steigerwald. Davon verlaufen über 150 Kilometer ausgebaute Radwege an Kreis-, Gemeinde-, Staats- und Bundesstraßen entlang. Infotafeln, Beschilderungen, Radwanderkarten und Radwanderführer stellen die Umsetzung das Radwanderwegkonzept des Landkreises dar: ausgewiesen sind 20 thematische Rundrouten mit ergänzenden Ortsverbindungen. Die unterfränkischen Radfernwege und die Radfernwege des Naturparks Steigerwald (z. B. Main-Steigerwald-Radweg) sind in das Radwanderwegenetz auf etwa 160 Kilometern einbezogen. Darüber hinaus gibt es noch die Fernradwanderwege wie z. B. den Main-Radweg oder den Main-Werra-Radweg.

### Wandern
Insbesondere die Schweinfurter Rhön ist mit einem dichten Netz von Wanderwegen durchzogen, das am Schweinfurter Stadtrand beginnt und sich im Nordosten in Richtung der Haßberge fortsetzt. Besonders hervorzuheben sind der Wanderweg von Schweinfurt durch das Landschaftsschutzgebiet Jeusinggrund, vorbei am neuen Nationalen Naturerbe, dem Brönnhof, nach Maßbach. Der Weg führt auf 15 km, bis in den Landkreis Bad Kissingen, nur durch eine Ortschaft, Zell. Ferner der 143 km lange Friedrich-Rückert-Wanderweg, der von seinem Geburtshaus am Schweinfurter Marktplatz quer durch die Schweinfurter Rhön nach Neuses bei Coburg führt.

### Badeseen

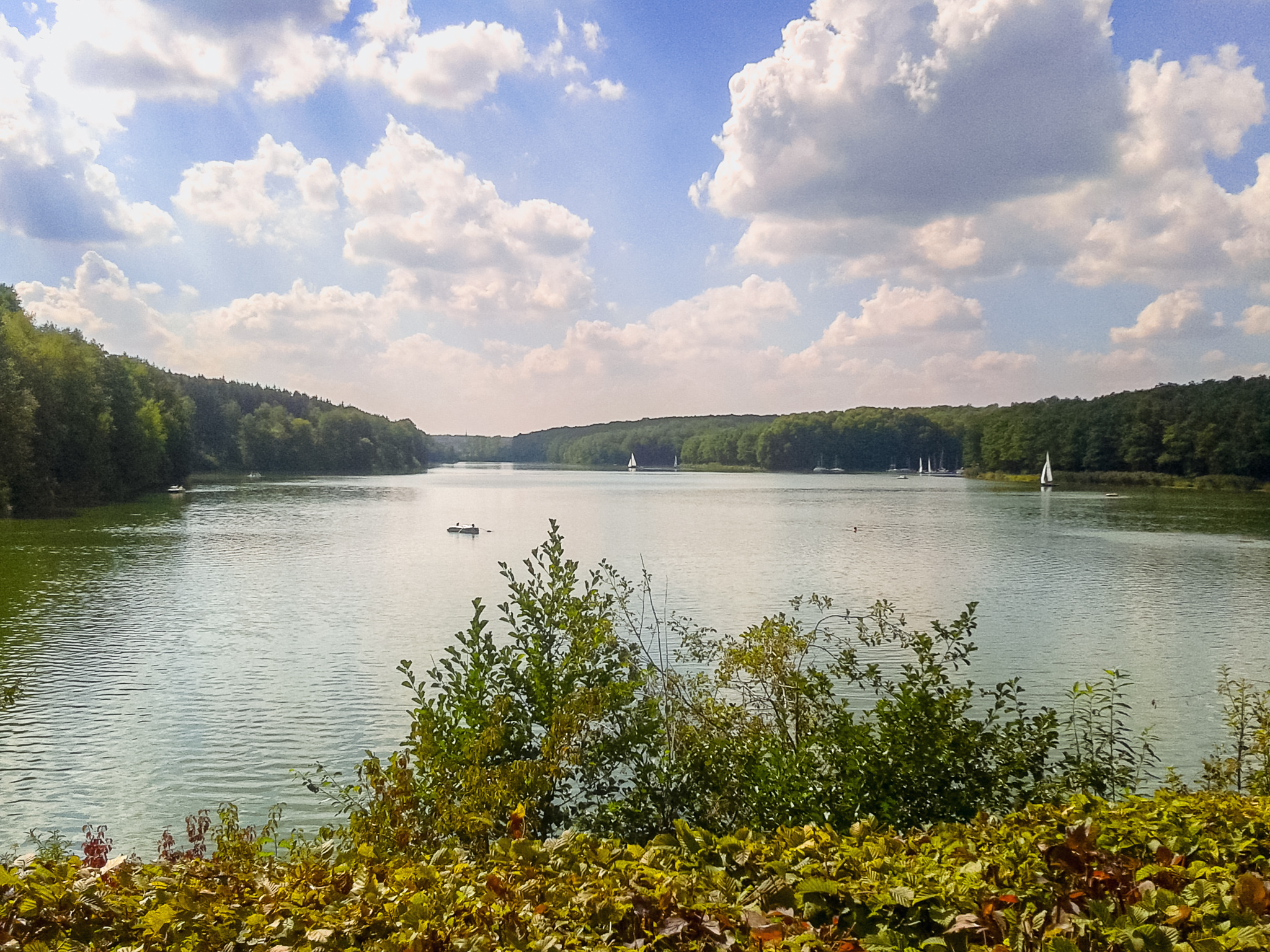
Ellertshäuser See

Der Landkreis verfügt über zahlreiche Badeseen und Strandbäder:
- Badsee, Teil der Altmainschleife Nord in Grafenrheinfeld, inoffizieller FKK-See, zusammen mit dem Leonhardsee und einem weiteren nordwestlichen See
- Bergrheinfelder Badeseen, Teil der Altmainschleife Süd, zwei Badeseen auf dem Gemeindegebiet südlich des Mains
- Donnersdorf, Gipssee
- Donnersdorf, Höckersee (keine Liegewiese)
- Ellertshäuser See, in der Schweinfurter Rhön, mit 33 ha einer der größten Seen Unterfrankens
- Glöckle-See, Teil der Altmainschleife Nord; über den See läuft die Grenze zwischen Berg- und Grafenrheinfeld, privater Badesee für Mitarbeiter der Schweinfurter Baufirma Glöckle
- Grafenrheinfelder Naturbadesee, Teil der Altmainschleife Nord
- Schonunger Bucht
- Dorfsee, Teil des Sennfelder Seenkranzes; Ostufer am Dorf: öffentlicher Badestrand; Westufer: geschlossenes privates Freibad für Mitarbeiter der SKF in Schweinfurt
- Sulzdorfer Badesee, an den Haßbergen

### Segeln
Am Ellertshäuser See befinden sich Segel-Bootshäfen mehrerer Vereine.

### Golf

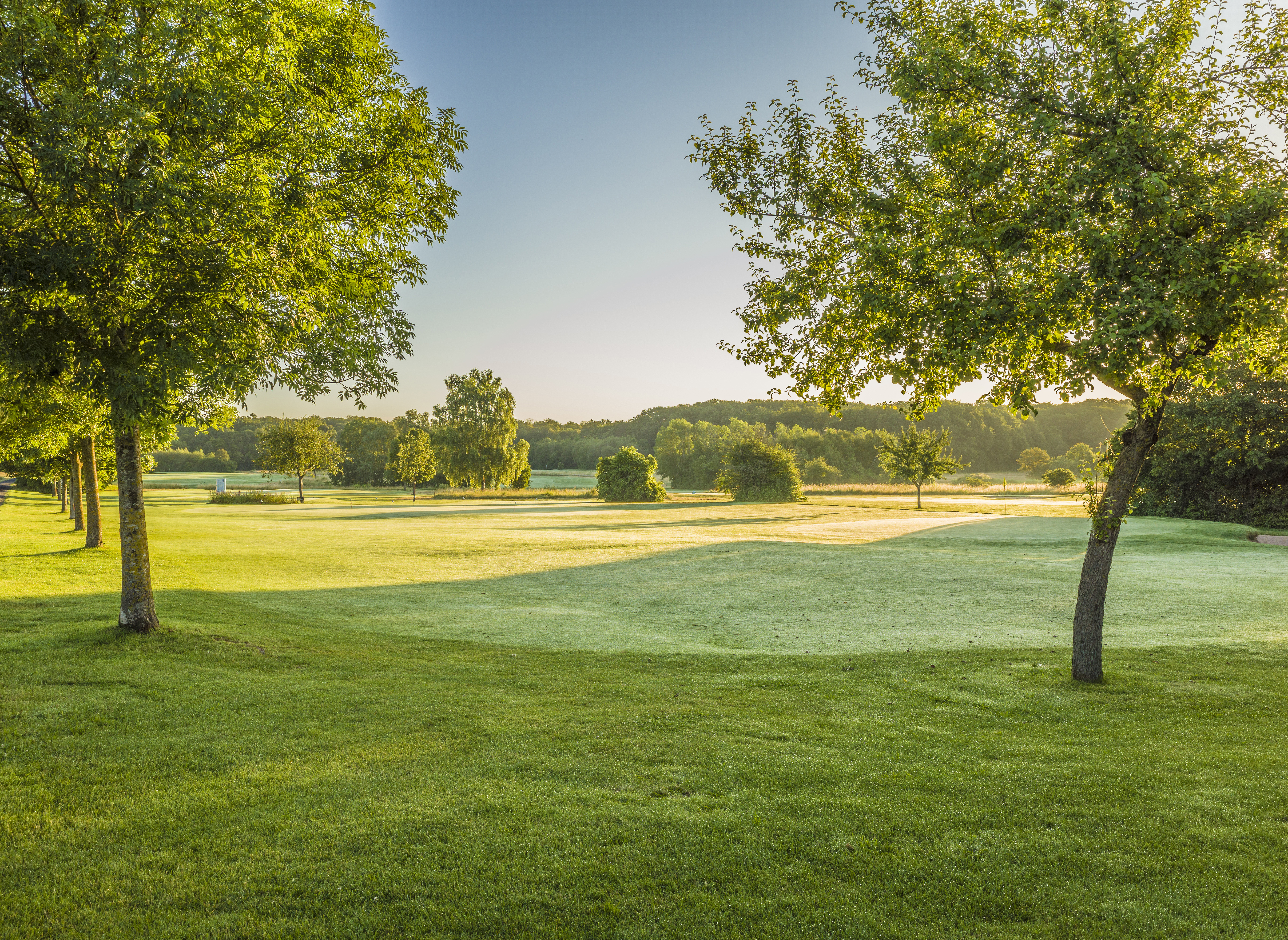
Öffentlicher 6-Loch-Golfplatz des Golf-Clubs Schweinfurt in Löffelsterz

Der Golfclub Schweinfurt betreibt in Löffelsterz eine 18-Loch-Anlage, einen öffentlichen 6-Loch-Kurzplatz und eine öffentliche Driving Range.
Die Golfakademie Hoppachshof liegt 4 Kilometer weiter nordwestlich, mit einem öffentlichen 3-Loch-Platz mit Driving Range.
Siehe auch: Golfclub Schweinfurt, Anlage in Löffelsterz

### Kartfahren
- Gerolzhofen, Steigerwald-Motodrom;
- Oberwerrn, Kartbahn.

## Kultur und Sehenswürdigkeiten

### Kulturelle Veranstaltungen

#### Sennfelder und Gochsheimer Friedensfeste
Die Sennfelder und Gochsheimer Friedensfeste, auch Sennfelder und Gochsheimer Kirchweihen, in den Gemeinden Sennfeld und Gochsheim gehen auf die Wiedererlangung der Reichsfreiheit und der Rechte auf freie Ausübung protestantischen Glaubens im Jahr 1649 zurück. Beide Orte tragen den Titel ehemals kaiserlich unmittelbares und freies Reichsdorf. 2016 wurden beide Feste von der Deutschen UNESCO-Kommission in das Bundesweite Verzeichnis des immateriellen Kulturerbes aufgenommen.

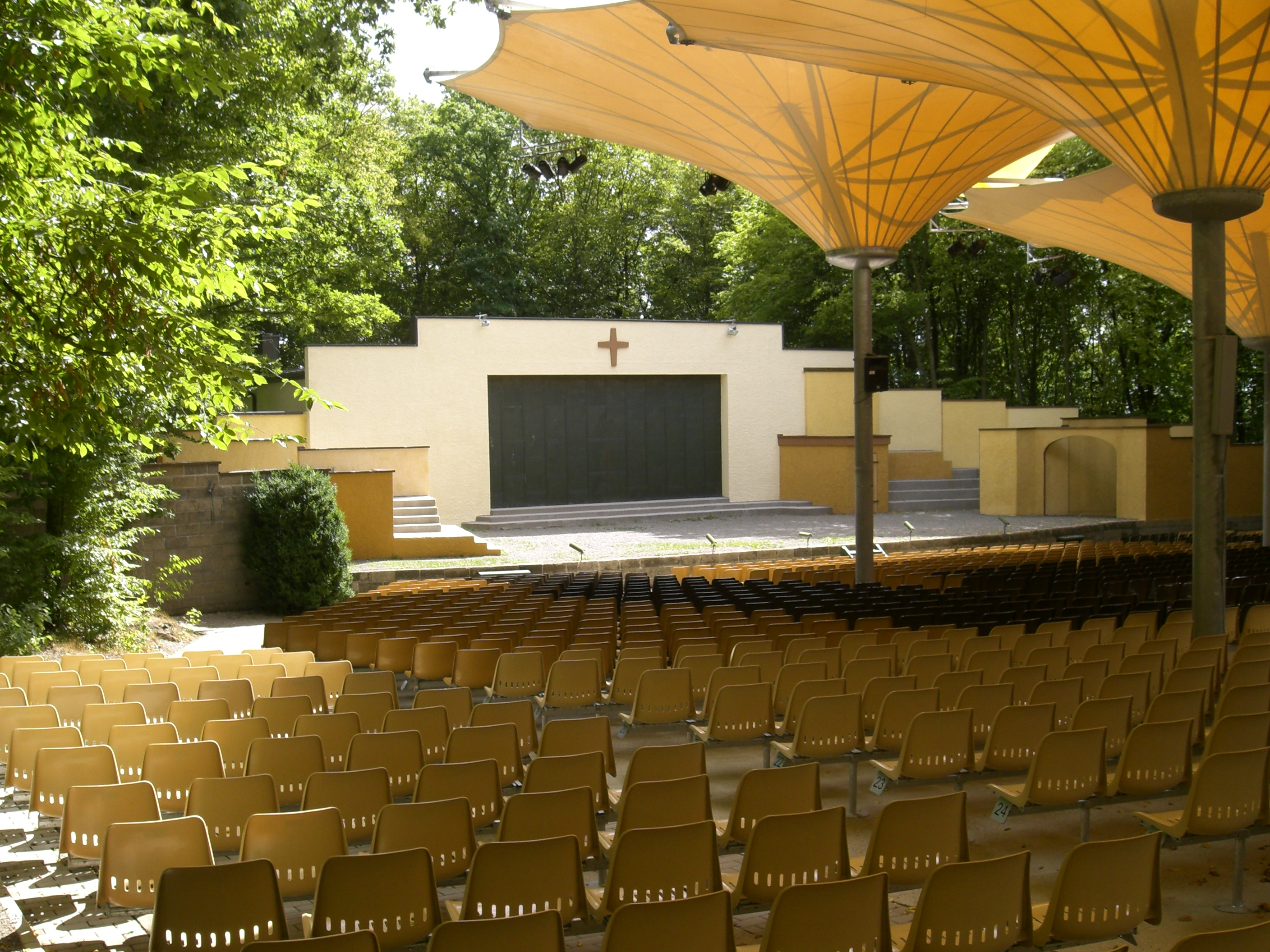
Bühne der Passionsspiele Sömmersdorf

#### Fränkische Passionsspiele Sömmersdorf
Alle fünf Jahre finden seit 1933 in Sömmersdorf die Fränkischen Passionsspiele statt. Im 700 Einwohner zählenden Dorf wirken bei den Aufführungen 400 Menschen mit. Bis ins Jahr 2018 wurden die Passionsspiele von etwa 300.000 Zuschauern besucht. Im Dorf wurden ein Passionsmuseum und ein Passionsgarten eröffnet.

#### Weitere Veranstaltungen
Eine außergewöhnliche Veranstaltung ist das Internationale Varieté Festival in Sennfeld mit führenden internationalen Künstlern, das etwa alle drei Jahre stattfindet. 2006 kamen zu diesem Event, für das am Sennfelder See immer ein großes Zelt errichtet wird, 15.000 Besucher.
Im Juni und Juli finden die Wernecker Schlosskonzerte im Schlosspark statt.
Weithin bekannt sind die Kirchweihen der beiden ehemals kaiserlich unmittelbaren und freien Reichsdörfer Sennfeld und Gochsheim vor den Toren Schweinfurts, die gleichzeitig am ersten Sonntag und Montag im September stattfinden, auf die Wiedererlangung der Reichsfreiheit 1649 zurückgehen und seitdem jedes Jahr mit traditionellen Trachten und dem Plantanz als Symbol der wiedererlangten Reichsfreiheit gefeiert werden. Am Sonntag danach finden die „Nachkirchweihen“ statt.
Am ersten Sonntag im Oktober wird in Gochsheim das Erntedankfest mit großem Festzug und blumengeschmückten Wagen gefeiert.
Von Mai bis Oktober finden in vielen Gemeinden Wein- und Hofschoppenfeste statt.
Ferner finden in der Kulturhalle Grafenrheinfeld kulturelle Veranstaltungen und Konzerte statt.

### Museen
- Brauhausmuseum, Fuchsstadt[48]

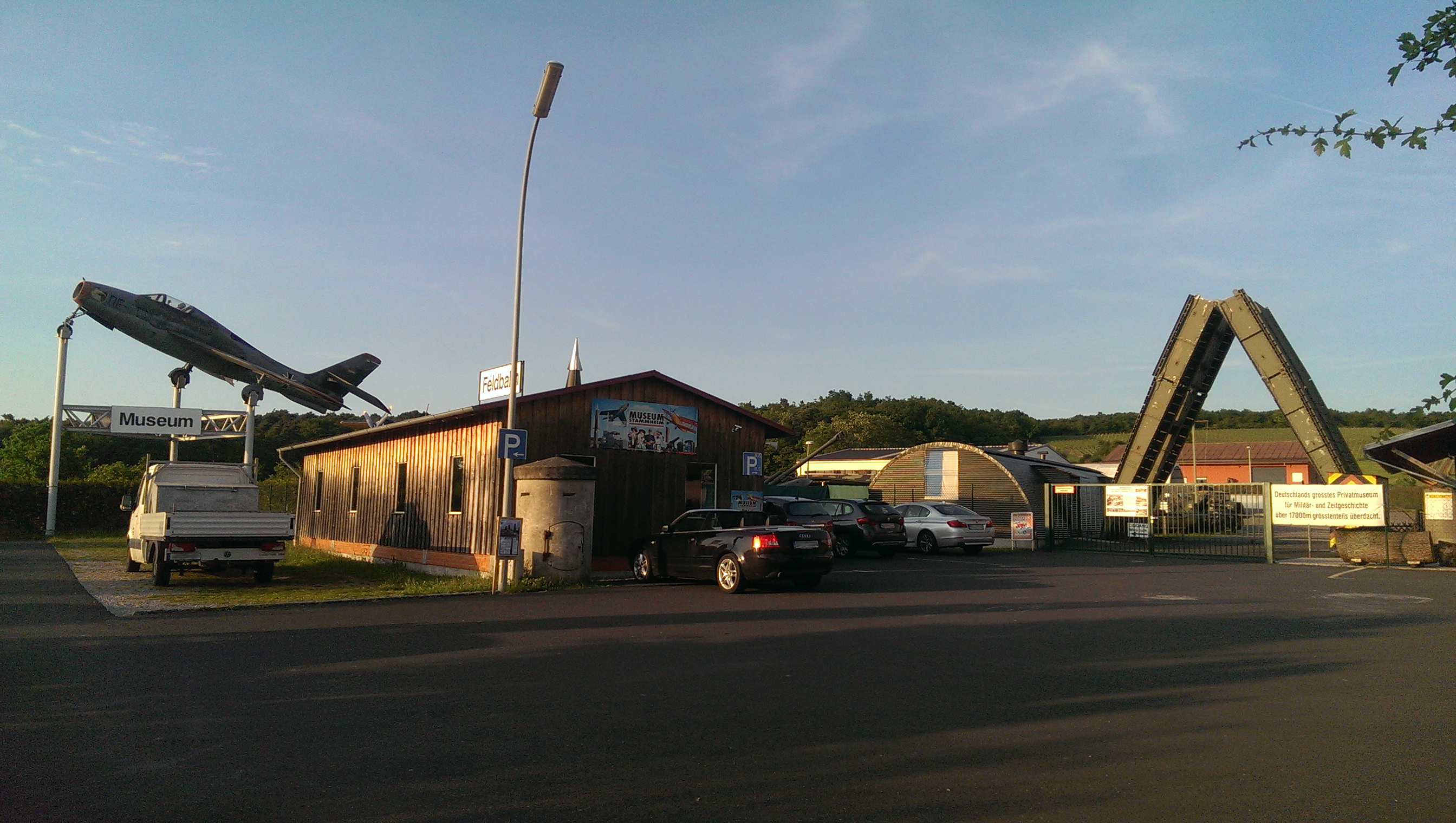
Museum Stammheim

- Archäologisches Museum, Geldersheim
- Museum Johanniskapelle „Kunst und Geist der Gotik“, Gerolzhofen
- Stadtmuseum Gerolzhofen, Gerolzhofen
- Reichsdorfmuseum, Gochsheim
- Friedrich-Rückert-Poetikum, Oberlauringen[49]
- Bandkeramik-Museum, Schwanfeld
- Passionsmuseum, Sömmersdorf
- Sammlung landwirtschaftlicher Geräte im Schüttbau, Stadtlauringen
- Museum Stammheim (Museum für Militär- und Zeitgeschichte), Stammheim
- Psychiatrisches Museum, Werneck

### Orte mit Kirchenburgen
Der Landkreis besitzt überdurchschnittlich viele Kirchenburgen. Sie finden sich in folgenden Orten:
- Donnersdorf
- Euerbach
- Geldersheim
- Gochsheim, St. Michael
- Schleerieth
- Schnackenwerth
- Schwanfeld
- Zeilitzheim

### Ortsbilder, Schlösser und Klöster
- Schloss Craheim, Anlass für den Bau (1908–1910) war die Heirat von Crafft, Truchseß von Wetzhausen mit einer Tochter des Mitbegründers des Pharmakonzerns Pfizer;
- Gerolzhofen, Städtchen im Steigerwaldvorland mit historischem Stadtbild, doppelten Mauerring und 13 Türmen. Johanniskapelle mit Riemenschneider-Kruzifix. Stadtpfarrkirche des 15. Jahrhunderts;
- Grafenrheinfeld, Rokoko-Kirchplatz mit Alter Amtsvogtei (Hotel);
- Grettstadt, fränkischer Dorfplatz mit Renaissance-Rathaus (1590), Rokokokirche (1767) und Gerichtslinde (1572);
- Handthal bei Oberschwarzach, das Tor zum Steigerwald, mit Steigerwaldzentrum und Baumwipfelpfad (siehe Naturpark Steigerwald);
- Mainberg, Schloss Mainberg, Geburtsort von Gunter Sachs;
- Schwanfeld, südwestlich vom Dorf die Klosterkirche Heiligenthal;
- Stadtlauringen, historischer Marktplatz mit Fachwerkhäusern;
- St. Ludwig, einstiges Benediktinerkloster und Kurbad
- Schloss Werneck, „die kleine Schwester der Würzburger Residenz“,[40] mit Schlosskapelle und Englischem Garten;
- Wetzhausen, ehemaliges Wasserschloss der Truchsesse von Wetzhausen;
- Wipfeld, Weinort mit historischem Ortsbild
- Zabelstein im Steigerwald, mit Burgruine Zabelstein und Aussichtsturm;
- Zeilitzheim, Schloss Zeilitzheim, mit Schlosshotel

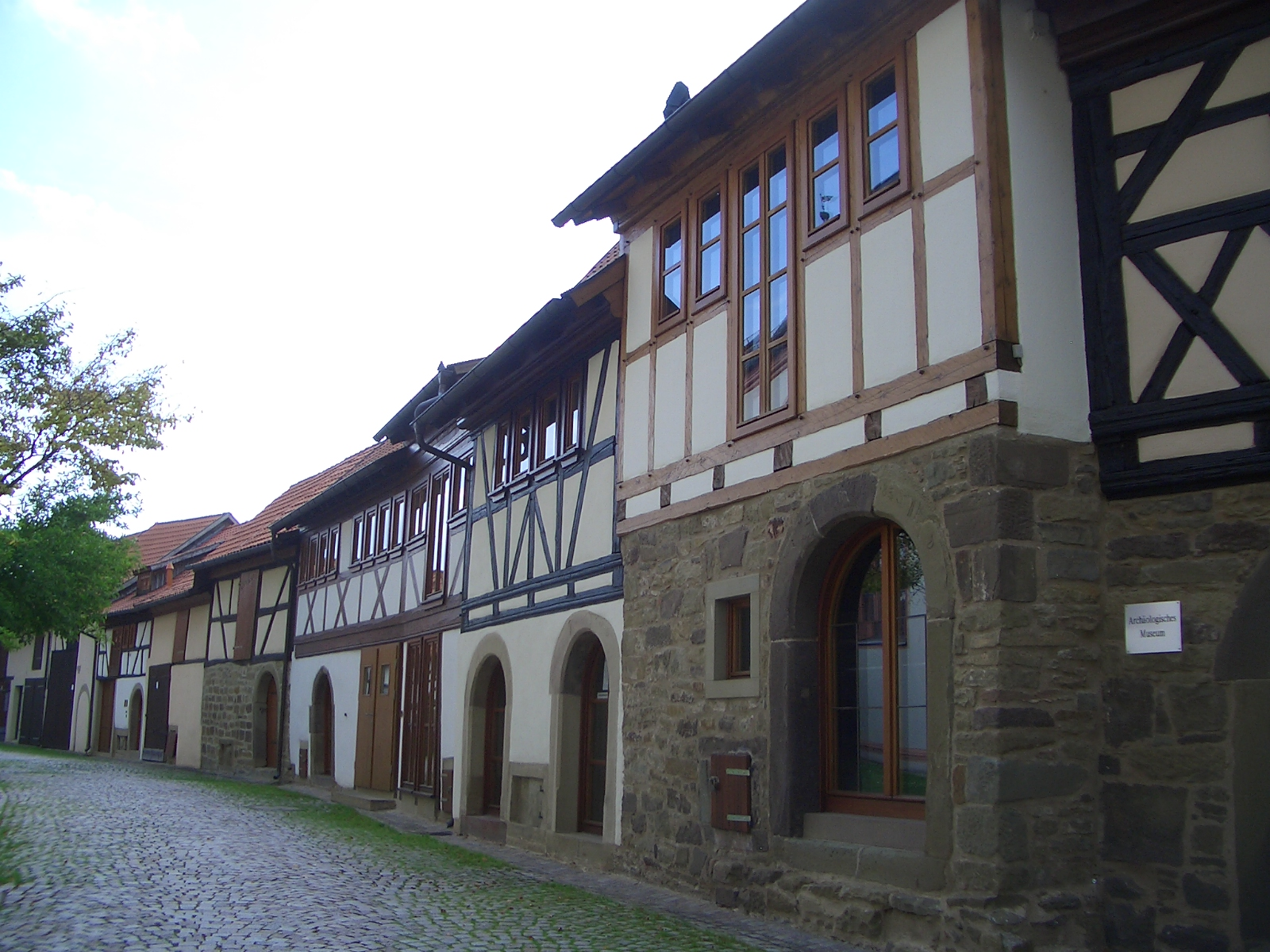
Geldersheim, Gaden der Kirchenburg
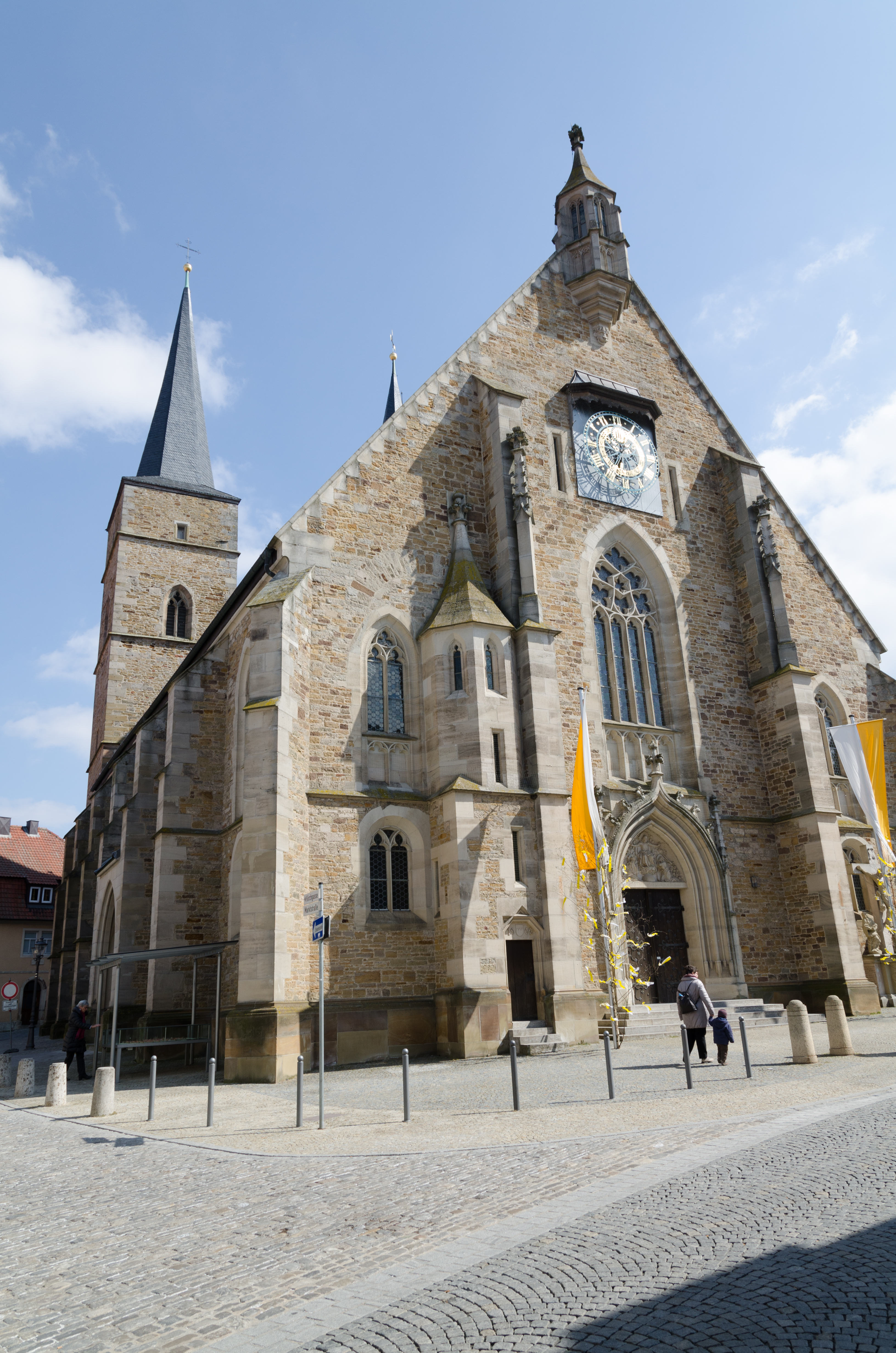
Gerolzhofen, Westfassade der Stadtpfarrkirche
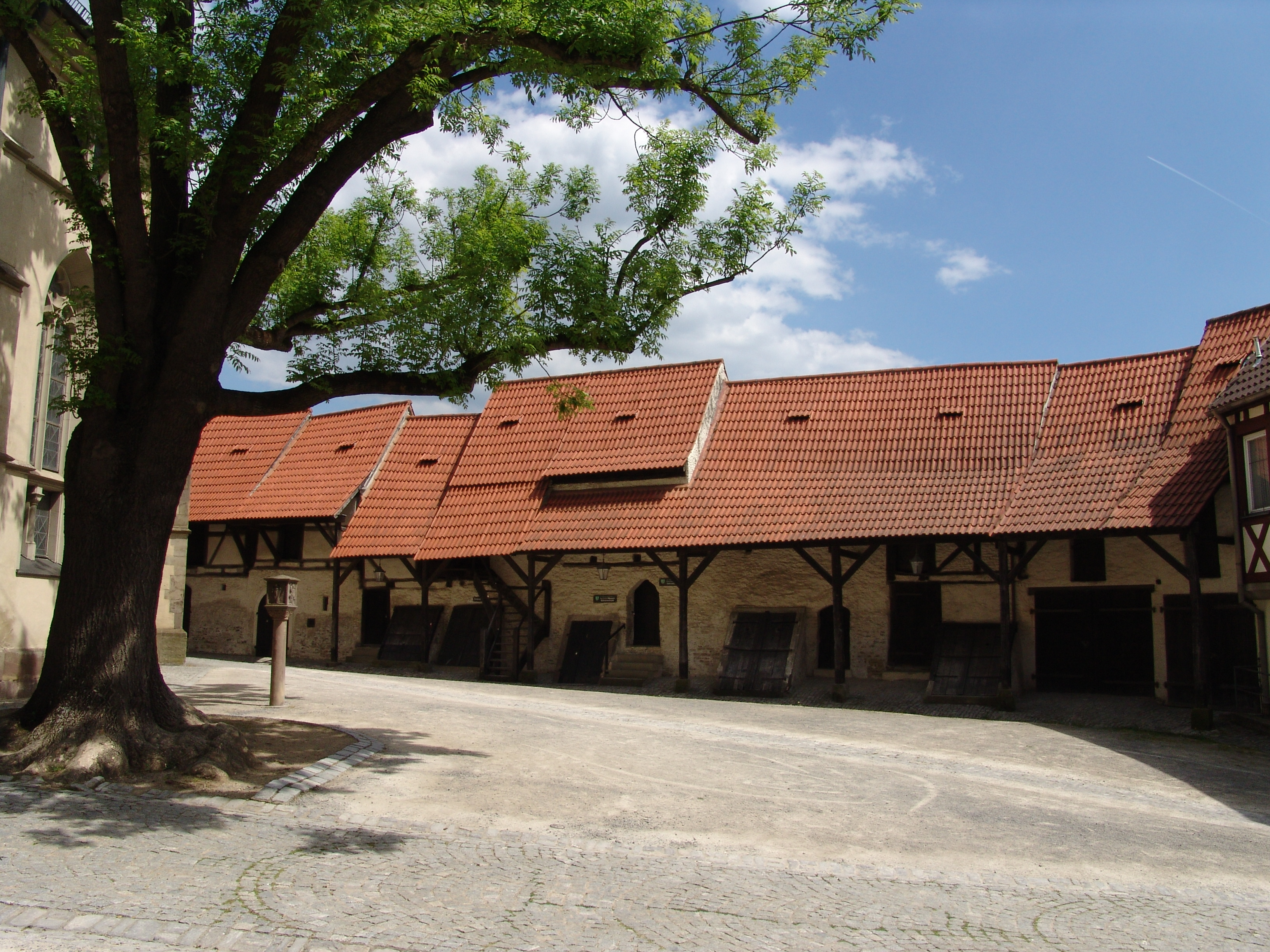
Gochsheim, Gaden der Kirchenburg
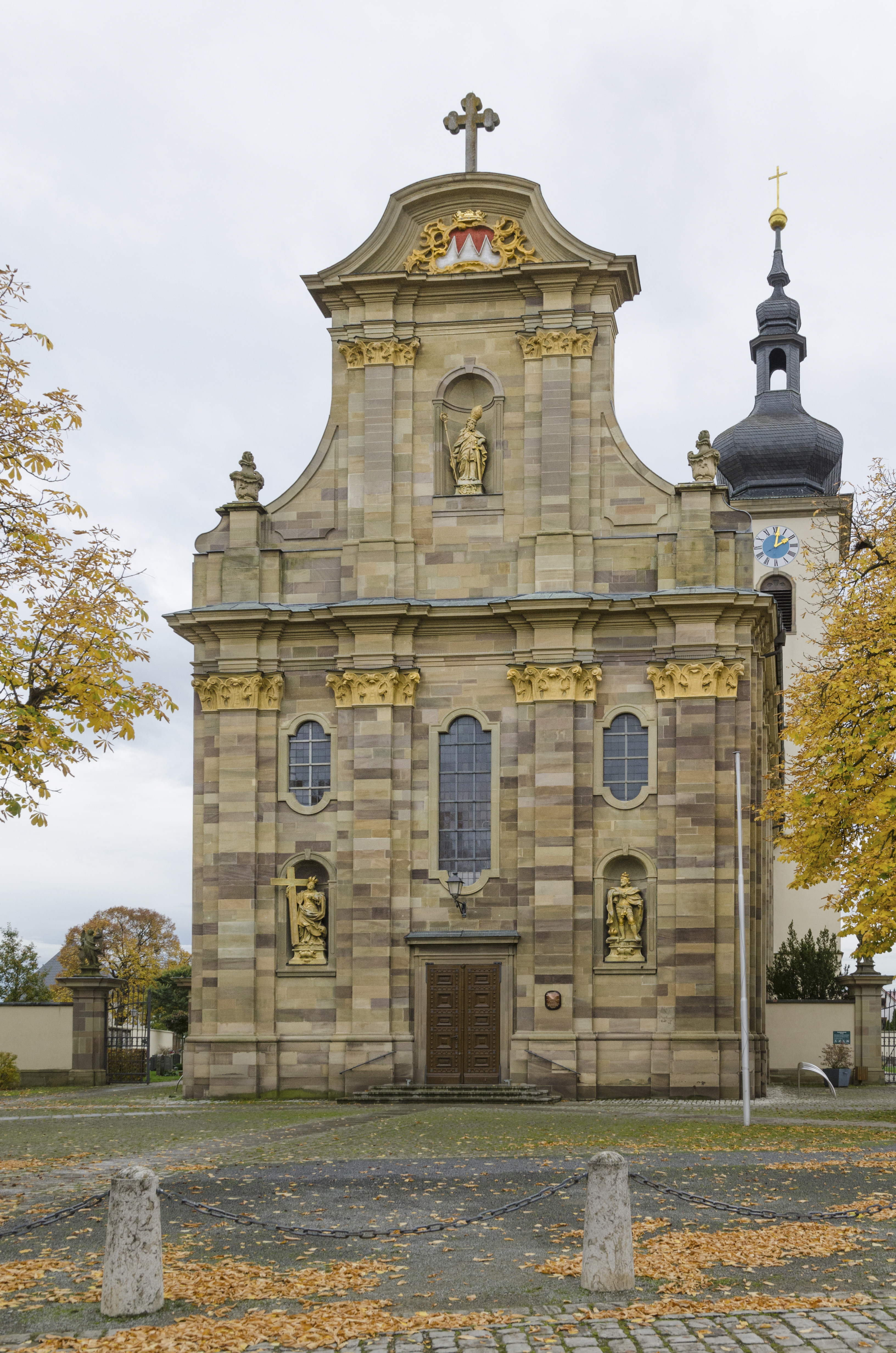
Grafenrheinfeld, Rokoko-Kirchplatz
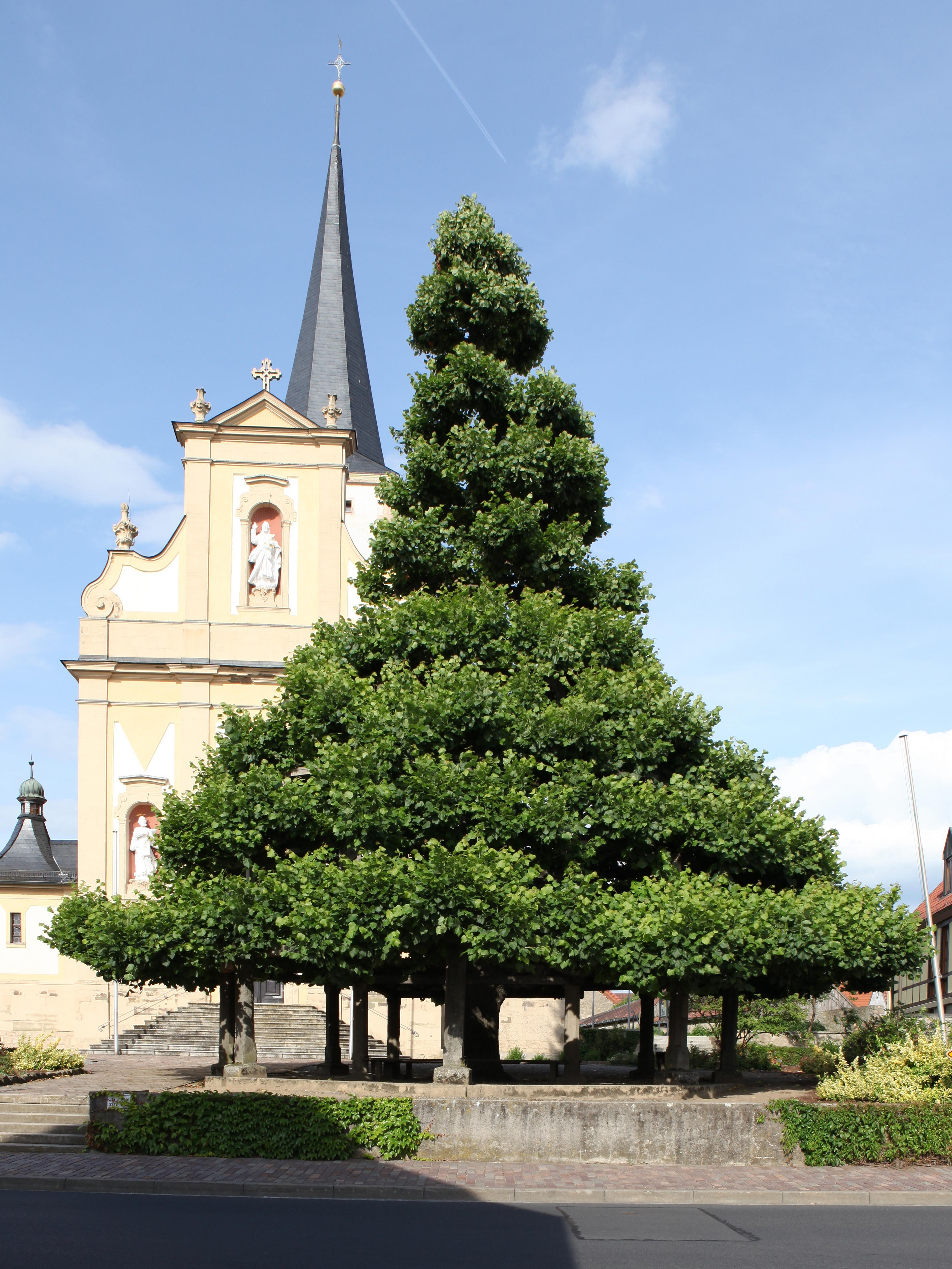
Grettstadt, Barockkirche mit Stufenlinde
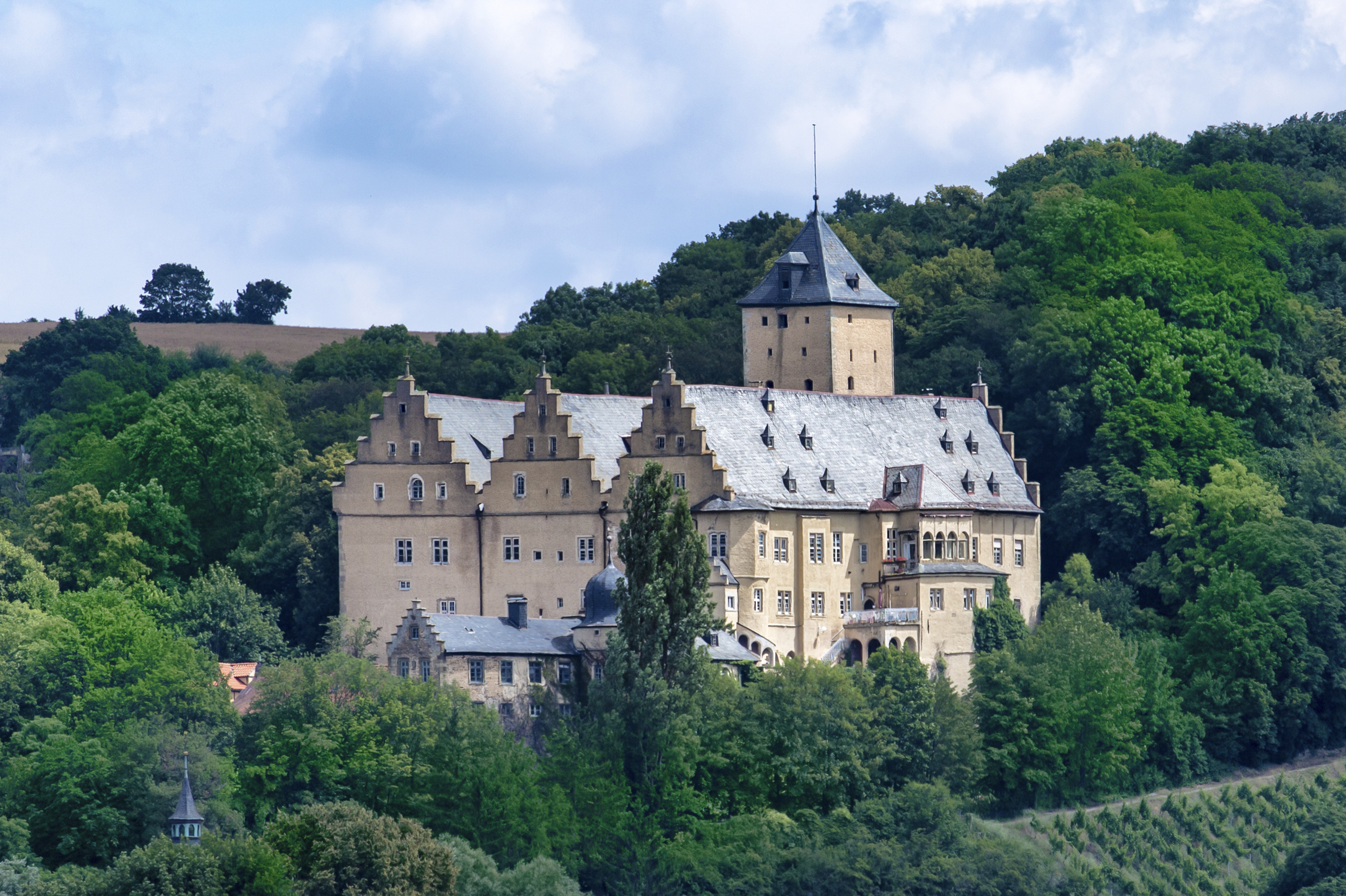
Schloss Mainberg
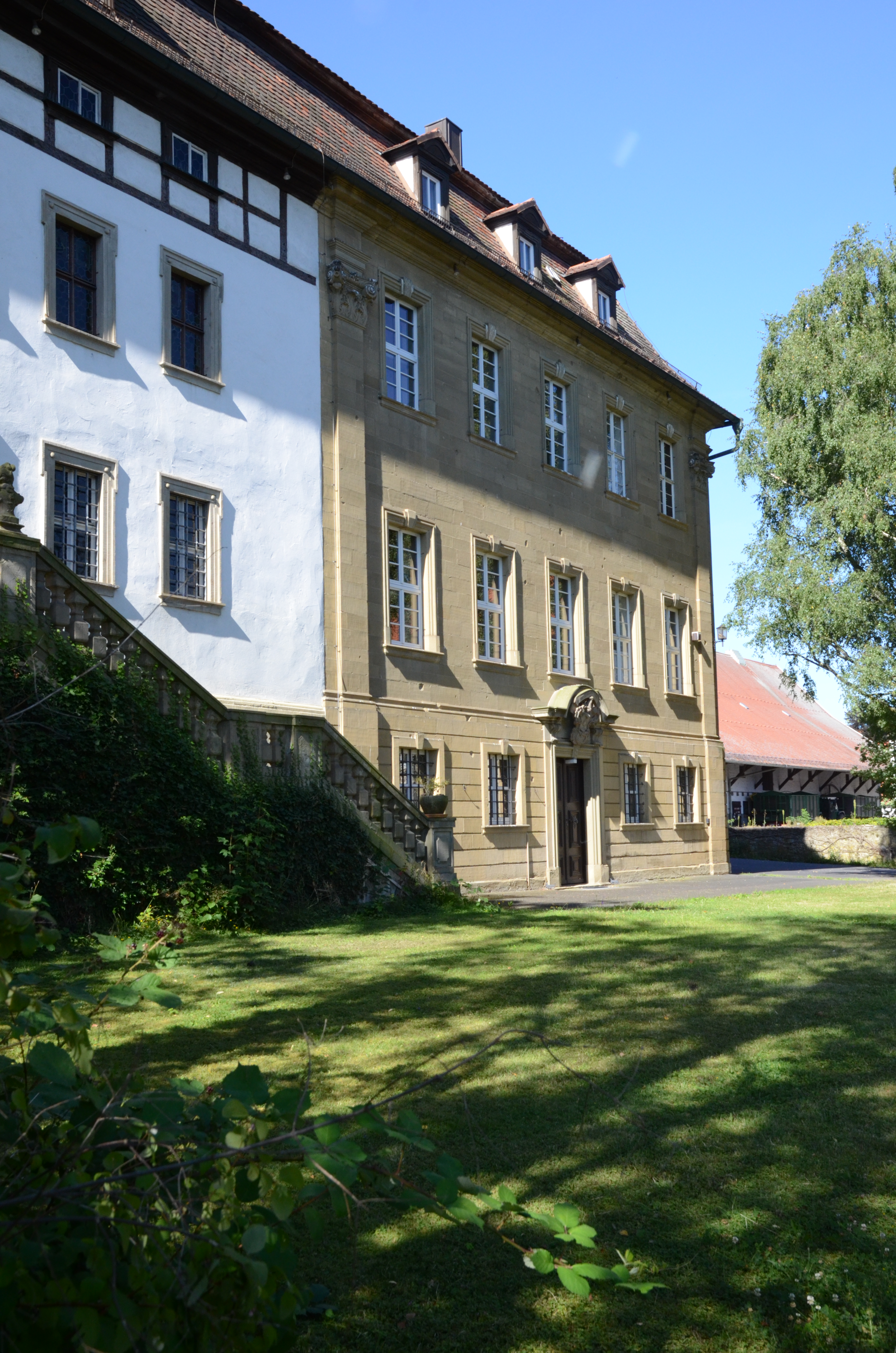
Obbach, Schloss
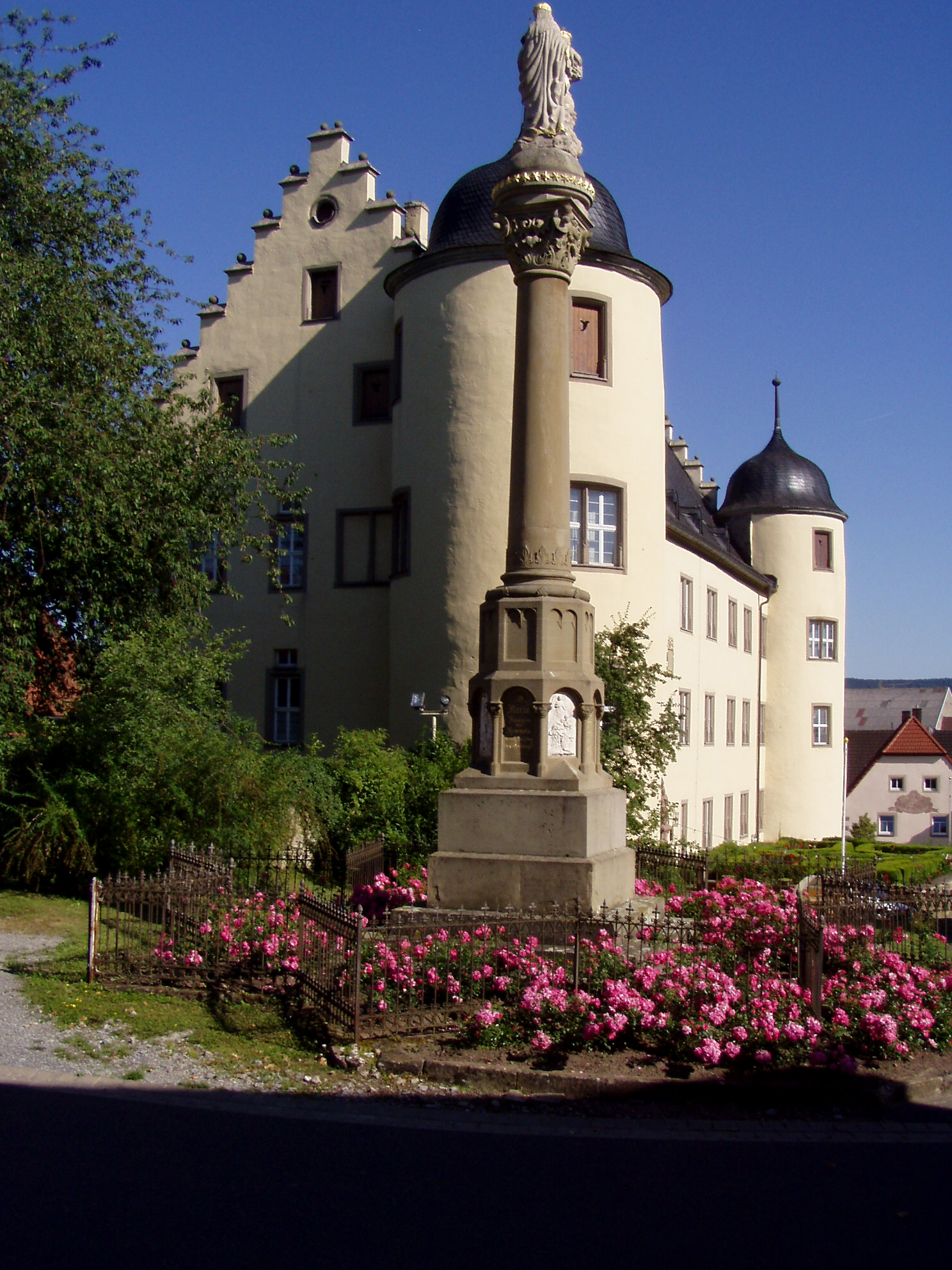
Oberschwarzach, Schloss mit Mariensäule
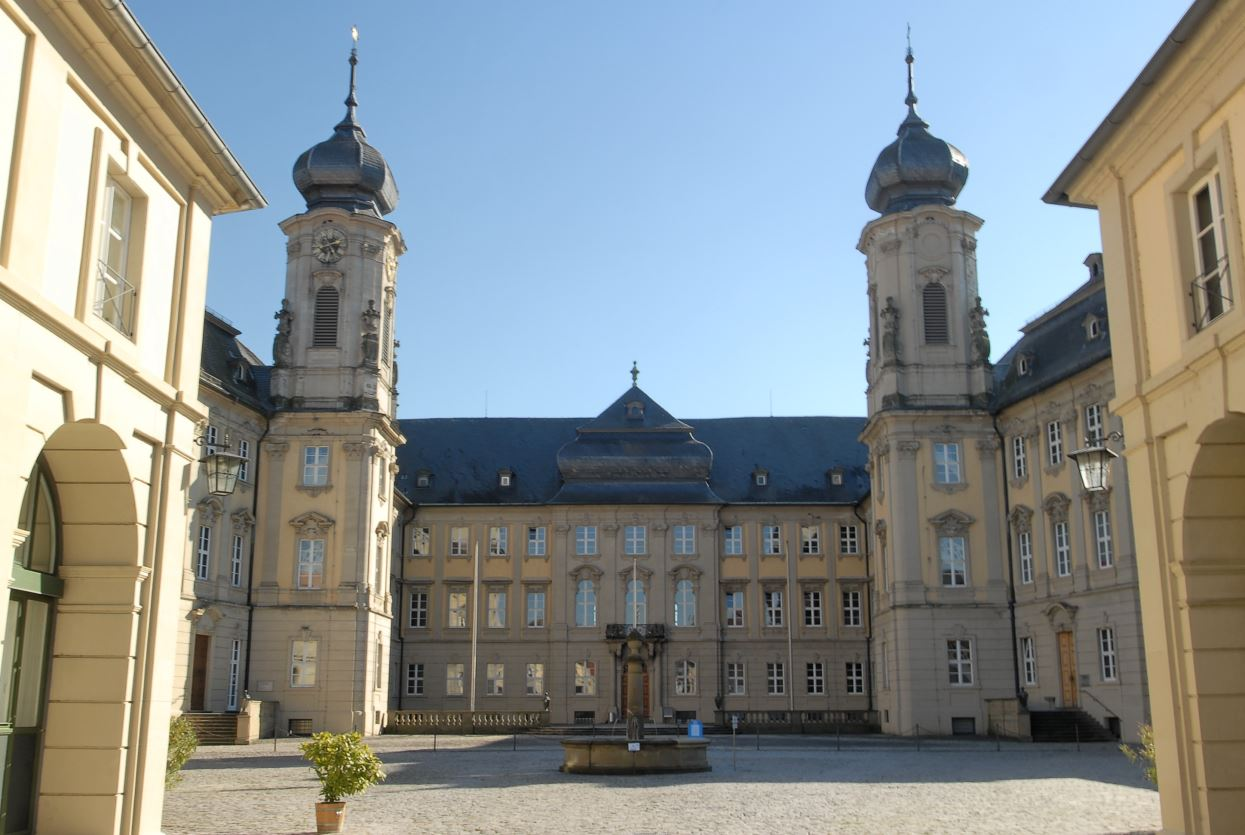
Schloss Werneck: Vorhof mit Schlosskapelle
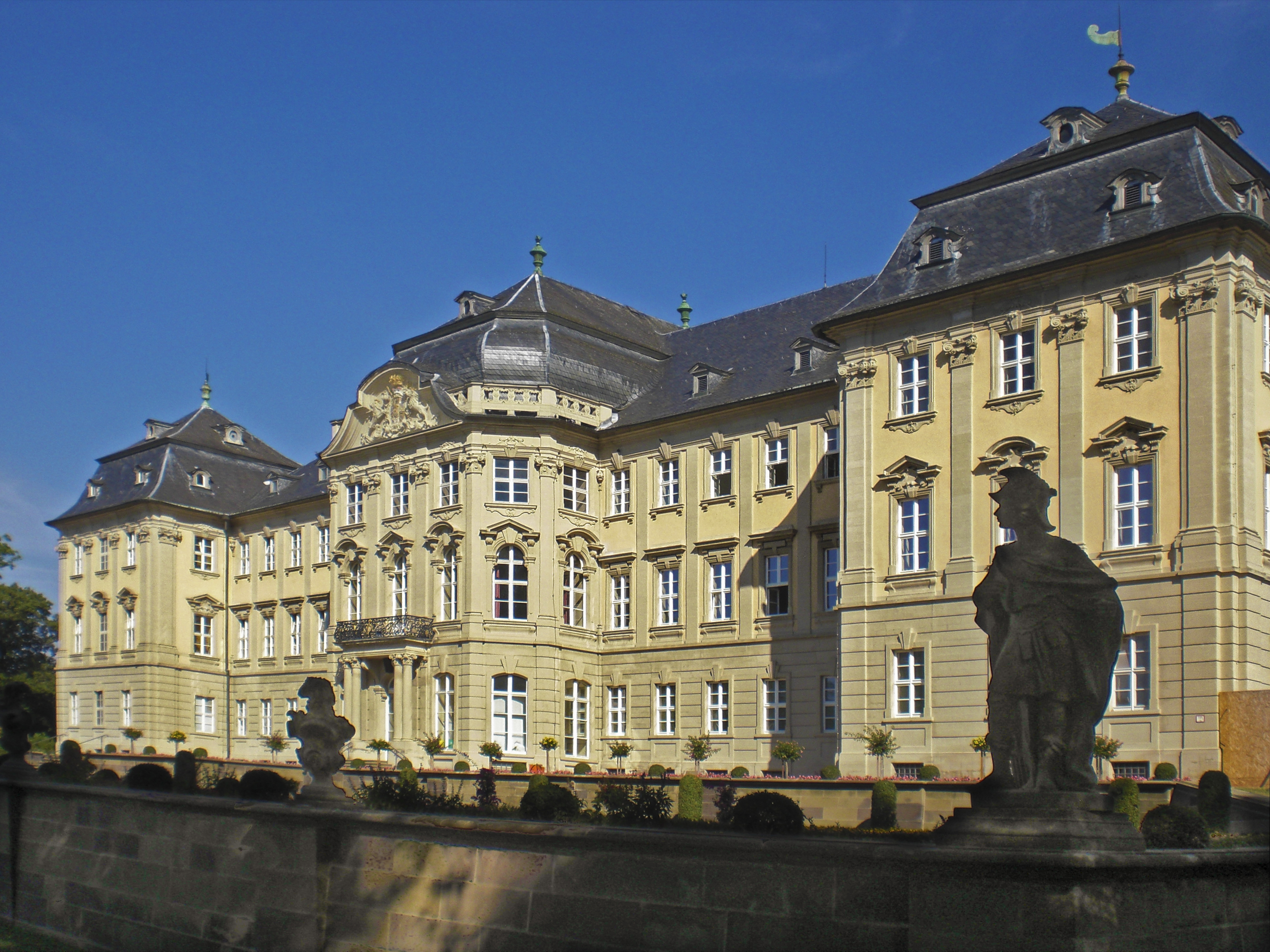
ebd.: Parkseite

### Bildstöcke
Die katholisch geprägten Gemeinden im Landkreis wurden seit der Spätgotik mit Bildstöcken und anderen Kleindenkmälern ausgestattet. Neben privater Frömmigkeit und der Errichtung als Wegmarken, bildete auch der Gegensatz zur protestantischen Reichsstadt Schweinfurt den Hauptgrund für die Errichtung der Martern. Besonders deutlich wurde der konfessionelle Konflikt bei der Aufstellung der sogenannten Monolithbildstöcke, die zwischen 1520 und 1620 in Mode kamen.
Im 18. Jahrhundert differenzierten sich die Motive der Bildstöcke weiter aus. In ganz Franken entstanden eigene Typen, darunter der sogenannte Kreuzschlepper als Freifigur des kreuztragenden Christus. Das Gebiet des heutigen Landkreises wurde ebenfalls Zentrum dieser Figuren, die meist auf einer Säule errichtet wurden.

## Kfz-Kennzeichen
Am 1. Juli 1956 wurde dem Landkreis bei der Einführung der bis heute gültigen Kfz-Kennzeichen das Unterscheidungszeichen SW zugewiesen. Es wird durchgängig bis heute ausgegeben. Die Kennzeichenliberalisierung ermöglicht seit dem 10. Juli 2013 die Ausgabe des Unterscheidungszeichens GEO (Gerolzhofen).